# Team Lotus
A Team Lotus a Colin Chapman által alapított angol Lotus Cars sportautógyár motorsportra szakosodott testvérvállalata, több versenysorozat sikeres szereplője volt.

A csapat a Formula–1-ben, a Formula–2-ben, a Formula Fordban, a Formula Juniorban, az indianapolisi 500-on, sportautóversenyeken és a Le Mans-i 24 órás versenyen is részt vett. Hat egyéni és hét konstruktőri világbajnoki címet szerzett a Formula–1-ben. A Ferrari, a McLaren és a Williams mögött a Lotus a negyedik legsikeresebb csapat a Formula–1-ben, a már megszűntek között az első. 1965-ben megnyerték az indianapolisi 500 mérföldes versenyt. Az alapító és egyben főmérnök Chapman vezetése alatt a Lotus rengeteg újítást vezetett be nemcsak a Formula–1-ben, hanem az egész autósportban. Ennek köszönhetően ugyan nagyon sokáig az élvonalban voltak, de az új fejlesztések gyakran vezettek technikai problémákhoz és balesetekhez, melyek között halálos kimenetelű is volt (ez ihletett egy korabeli gúnyolódást, mely szerint a Lotus jelentése: Lot of Trouble, Usually Serious – "sok probléma, többnyire súlyos"). Az alapító 1982-ben meghalt, a Lotus Formula–1-es csapat pedig lassú hanyatlás után 1994-ben megszűnt.

## Alapítás, a kezdetek (1948-1957)
Colin Chapman 1952-ben alapította a Lotus Engineering Ltd. sportautógyárat az angliai Hornseyben. A Lotus gyors sikereket ért el az 1953-as Mk 6 és az 1954-es Mk 8 sportautóval. A Team Lotus 1954-ben kivált a Lotus Engineeringből. Ez a részleg versenyautókat gyártott, és több versenysorozatban vett részt. A vállalat a nevét Chapman feleségéről kapta. Zöld-sárga emblémájában Anthony Colin Bruce Chapman nevének kezdőbetűi szerepeltek. Az 1957-es szezonra új Formula–2-es szabályokat hirdettek ki, és Nagy-Britanniában már 1956 folyamán számos versenyt rendeztek a következő évi szabályzás szerint. Az ezekre benevezett autók többsége sportautó volt, közöttük is nagy számban voltak a döntően Coventry Climax motorral szerelt Lotus 11-esek, élükön Chapman csapatának, a Team Lotusnak két versenyzőjével, Cliff Allisonnal és Reg Bricknellel. A következő évben megjelent a Lotus 12-es, amivel Allison 1958-ban megnyerte a Silverstone-i Nemzetközi Formula–2-es Kupát Stuart Lewis-Evans Cooperje előtt. (Bár a futam nem számított bele a Formula–2-es világbajnokságba)

## A Formula–1-ben

### Debütálás a Formula–1-ben (1958-1959)
Chapman a Coventry Climax motorral felszerelt Lotus 12-vel debütált a Formula–1-ben 1958-ban, Graham Hill és Cliff Allison versenyzőkkel.

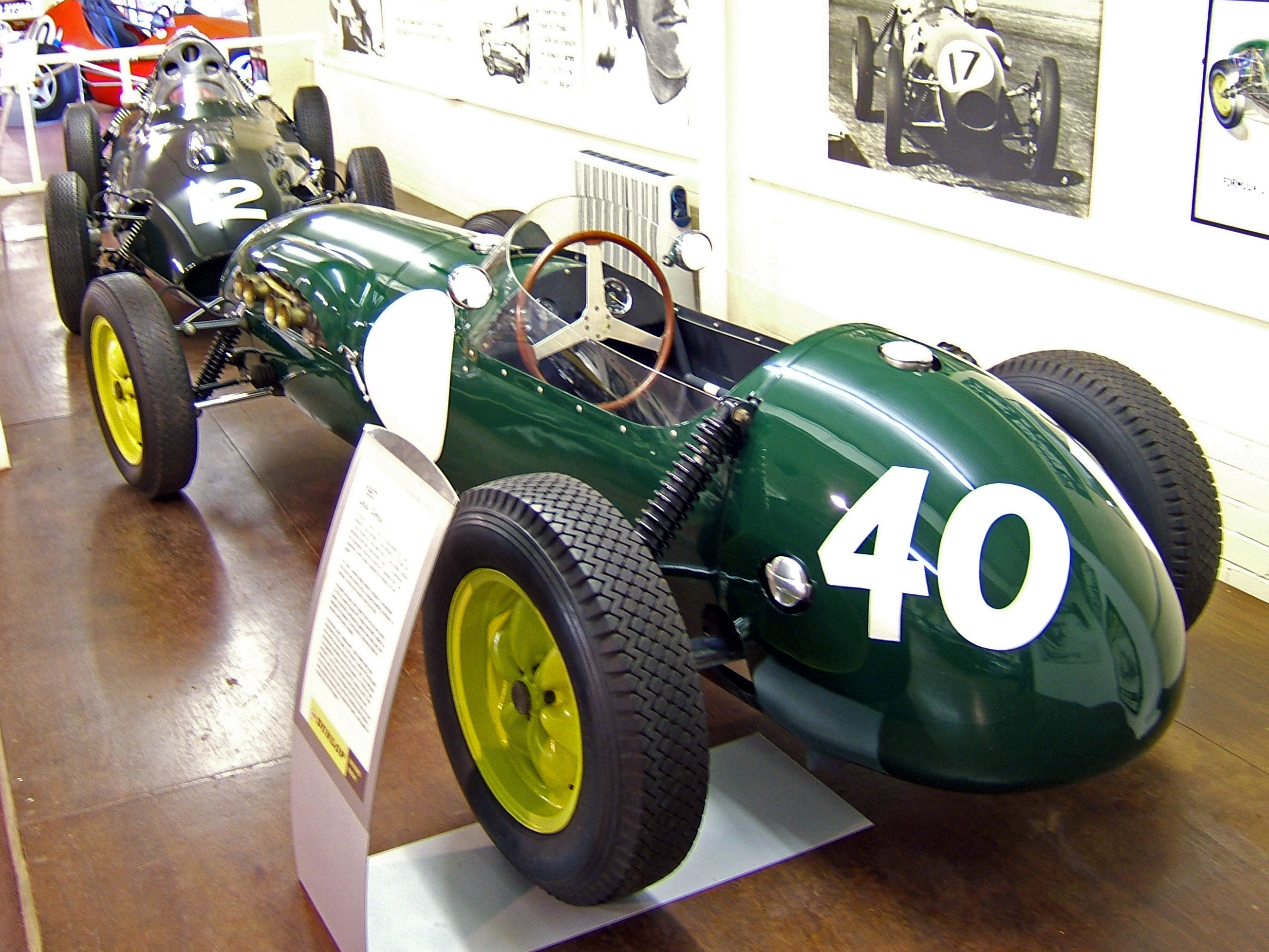
Az első F1-es autójuk, a Lotus 12

A Lotus autói 1968-ig – a szponzorok megjelenéséig – sötétzöld színűek voltak, mint minden brit csapat akkoriban. Még a szezon közben bevetették a Lotus 16-ost, amivel Cliff Allison a belga nagydíjon negyedik lett. A csapat ennek köszönhetően már első szezonjában hatodik lett a konstruktőri bajnokságban. A Lotus 16-ost 1960-ig használták. A történelmi csapat megszűnéséig, 1994-ig, minden évben pontot szerzett.
1959-ben még orrmotoros autóval mentek a Lotus versenyzői, de az 1960-tól 1963-ig használt forradalmian új Lotus 18 már középmotoros volt. A vállalat sikereinek köszönhetően bővült: a székhelyüket Cheshuntba helyezték át.

### 1960-as évek: Clark és Hill
1960-ban érkezett a csapathoz Jim Clark, aki pályafutása végéig a csapatnál maradt. Első dobogós helyezését a portugál nagydíjon szerezte egy harmadik hellyel. A későbbi világbajnok John Surtees is ebben az évben mutatkozott be a csapat színeiben a sportágban. 1960-ban egy pole pozíciót és egy második helyezést szerzett, a következő évre a Cooperhez igazolt. A Lotus autóval elért első Formula–1-es győzelmet Stirling Moss aratta az 1960-as monacói nagydíjon, de nem a Lotus csapattal, hanem a Rob Walker Racing Teammel. Az 1960-as belga nagydíjon, Spában 200 km/h-s sebességnél Alan Stacey arcába repült egy madár, emiatt elvesztette az uralmát autója felett és halálos balesetet szenvedett. Stacey 1958 óta versenyzett a Lotus színeiben, de pontot nem sikerült szereznie. A csapat a szezon végén már a második helyen zárt a konstruktőri versenyben.
A gyári Lotus csapat első győzelmét Innes Ireland szerezte 1961-ben, az Watkins Glenben. Ugyanebben az évben, Clark az olasz nagydíj 2. körében hátulról nekiütközött Wolfgang von Trips Ferrarijának. A német autója a palánknak vágódott, és Von Trips holtan esett ki belőle. Az autó a nézők közé repült, és megölt 13-at közülük. Ez máig a legsúlyosabb baleset a Formula–1-ben.
Ebben az időben költözött a vállalat jelenlegi székhelyére, a norfolki Hethelbe. Ekkoriban készültek el első híres utcai autóik, a Lotus Seven és a Lotus Elite, amit 1962-ben a Lotus Elan követett.

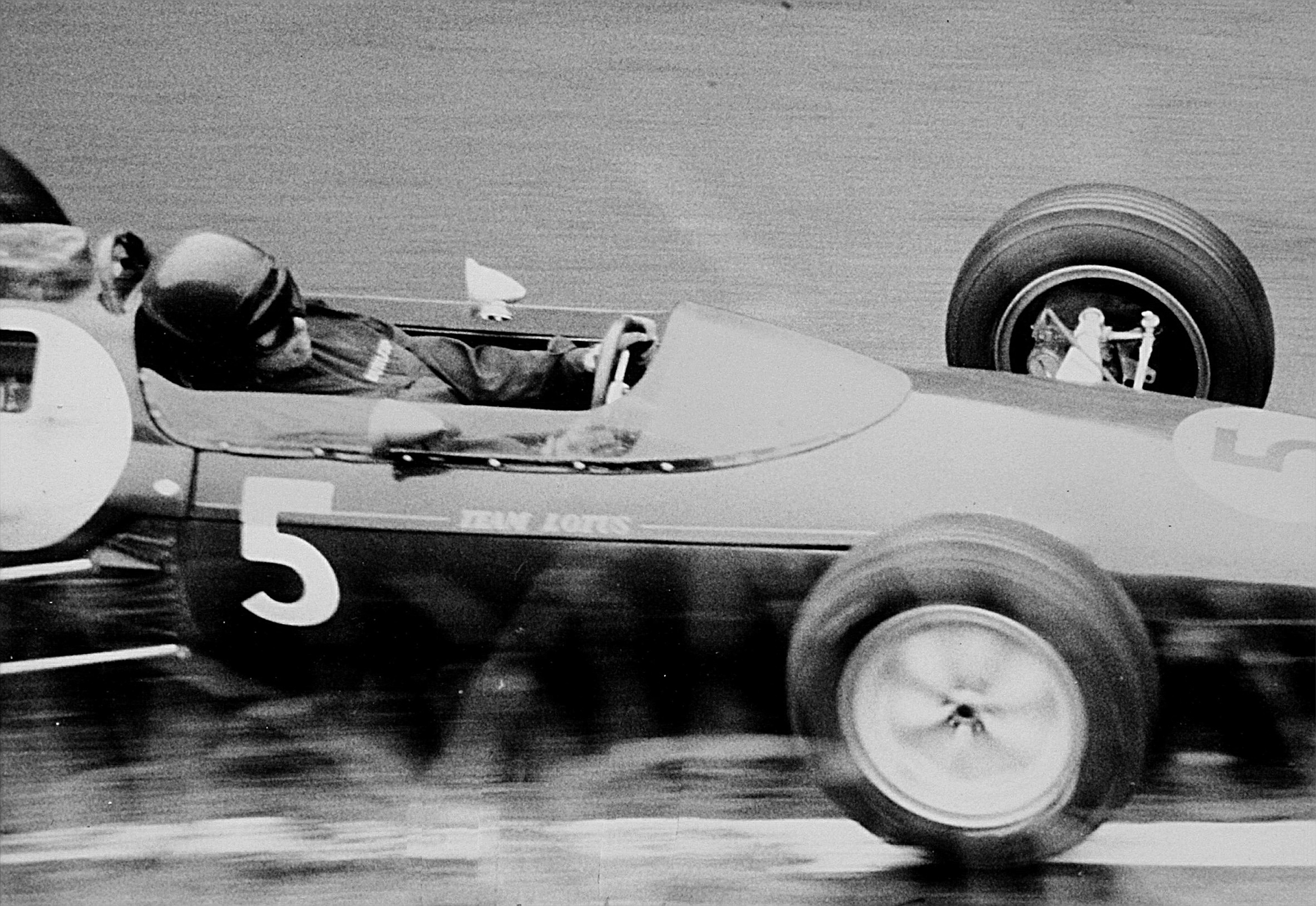
Clark 1962-ben

1962-re Clark csapattársa a szintén brit Trevor Taylor lett, aki csak a szezonnyitó holland nagydíjon tudott pontot szerezni második helyével. Clark hat pole pozíciót szerzett, de gyakran esett ki technikai hiba miatt a versenyeken. Három győzelmével az évadzáró dél-afrikai nagydíjon még volt esélye a bajnoki címre, de kiesett. A világbajnok Graham Hill lett, a Lotus ismét második lett a konstruktőri bajnokságban. Az év végén egy nem világbajnoki versenyen, Dél-Afrikában, Gary Hocking (kétszeres gyorsasági motoros világbajnok) halálos balesetet szenvedett egy Lotus 24-essel.
Az 1963-as évadban Clark a forradalmian új konstrukciójú Lotus 25-tel hét futamot nyert meg, és maximális pontszámmal, 54 egységgel világbajnok lett. Ebben az időszakban a versenyzők hat legjobb eredményét vették figyelembe az év végén, és Clark hét versenyt nyert meg, mindössze a monacói nagydíjon nem állhatott dobogóra. A Lotus 25 azért volt sikeres, mert Chapman a klasszikus csővázas szerkezet helyett szegecselt könnyűfém fülkét szerelt az autóba, amely kisebb és könnyebb lett.
1964-ben Peter Arundell lett Clark csapattársa, akit gyakran sújtották a technikai hibák. Clarknak a világbajnoki címre a szezonzáró mexikói nagydíjon még volt esélye. Egy körrel a vége előtt motorprobléma miatt feladni kényszerült a versenyt az első helyről, és csak az ötödik helyre sorolták be. A világbajnokságot így John Surtees nyerte meg Ferrarival, Clark pedig harmadikként végzett a bajnokságban.
1965-ben azonban a skót versenyző ismét jól szerepelt: az első hat futamon, amelyen elindult, győzött. A monacói nagydíjat kihagyta, mert az indianapolisi 500-on vett részt, amelyet szintén megnyert. Bár az utolsó három versenyen nem ért célba, újra a maximális pontszámmal világbajnoki címet szerzett a Lotus 33-mal.

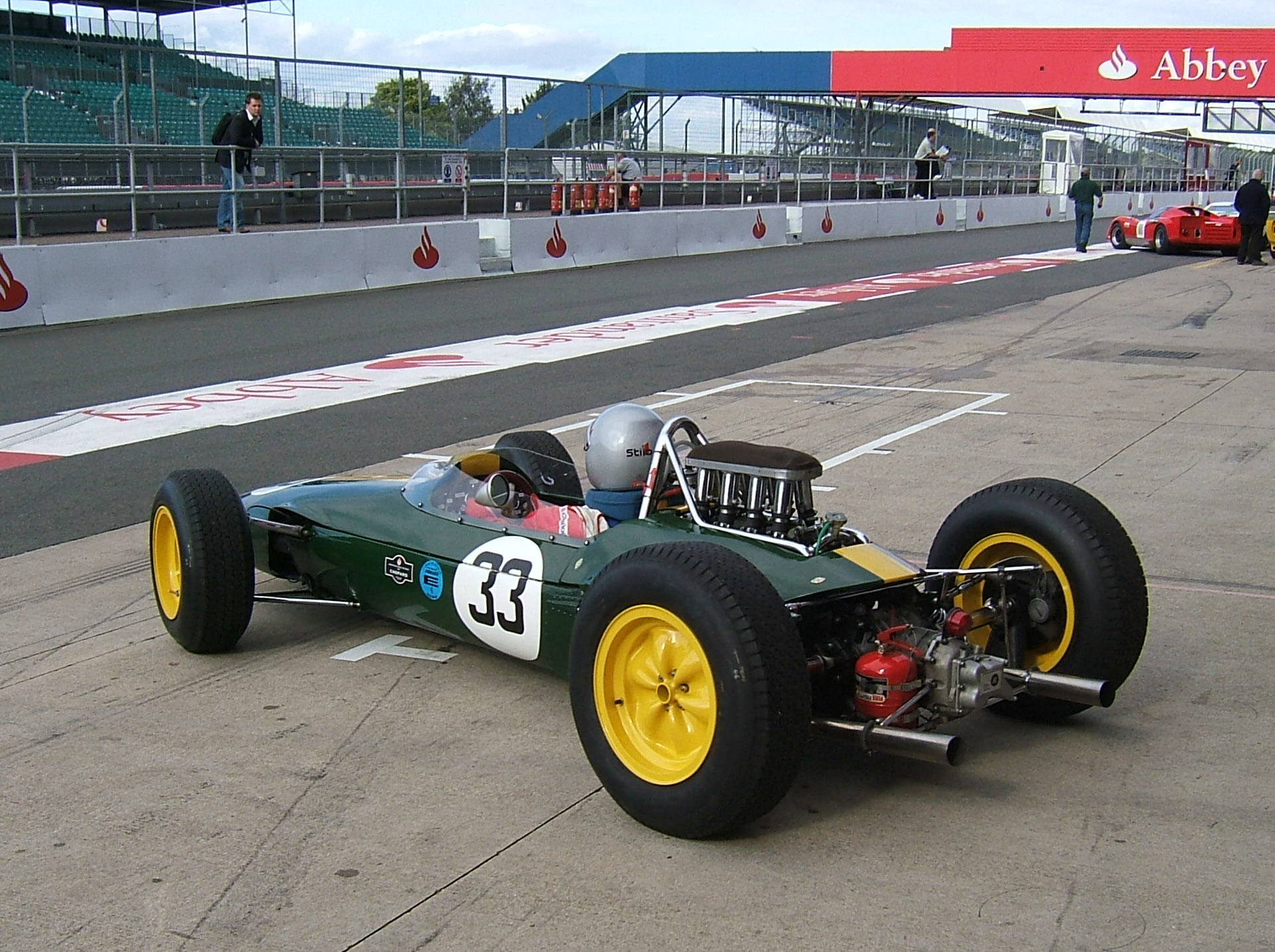
Lotus 33: 1964-től 1966-ig versenyeztek vele

1966-ban Formula–1-es autók motormérete 3 literesre nőtt. Az előző évben Chapman többször beszélt Keith Duckworth-szal egy új Formula–1-es motorról. Chapman nem tudta volna finanszírozni a projektet, végül sikerült megegyeznie a Forddal, amely hajlandó volt 100 ezer fontot költeni az új Cosworth motor megépítésére. Az erőforrás csak 1967-ben készült el, addig átmeneti megoldást kellett választania a csapatnak. Az 1966-os idényben az olasz nagydíjon a Climaxról a H elrendezésű 16 hengeres BRM motorra váltottak Clark autójában. A különlegesen nagy hengerszámú motor egyetlen győzelmét Clark szerezte az Watkins Glenben. Clark a sok kiesés miatt csak a hatodik lett a pontversenyben.
1967-ben visszatért a csapathoz Graham Hill. Az első és második versenyen még BRM és Climax motorral indultak, a holland nagydíjon azonban bemutatkozott a Cosworth DFV motor a szintén új Lotus 49-es modellben. Clark megnyerte a versenyt, majd győzött Silverstone-ban, Watkins Glenben és Mexikóvárosban is. Bár a skót a legtöbbször nyert az idényben a technikai hibák miatt csak a két Brabham-Repco mögött végzett a pontversenyben.
Clark élete egyik legnagyobb versenyét Monzában teljesítette. Az elején vezette a versenyt, mely után a boxba kiállni kényszerült. A boxkiállás másfél percébe került és körhátrányban tért vissza a pályára. A verseny végére felküzdötte magát az élre, ám az utolsó néhány száz méteren leállt a versenyautója a benzinpumpa hibája miatt. Ennek ellenére még beért a harmadik helyre.

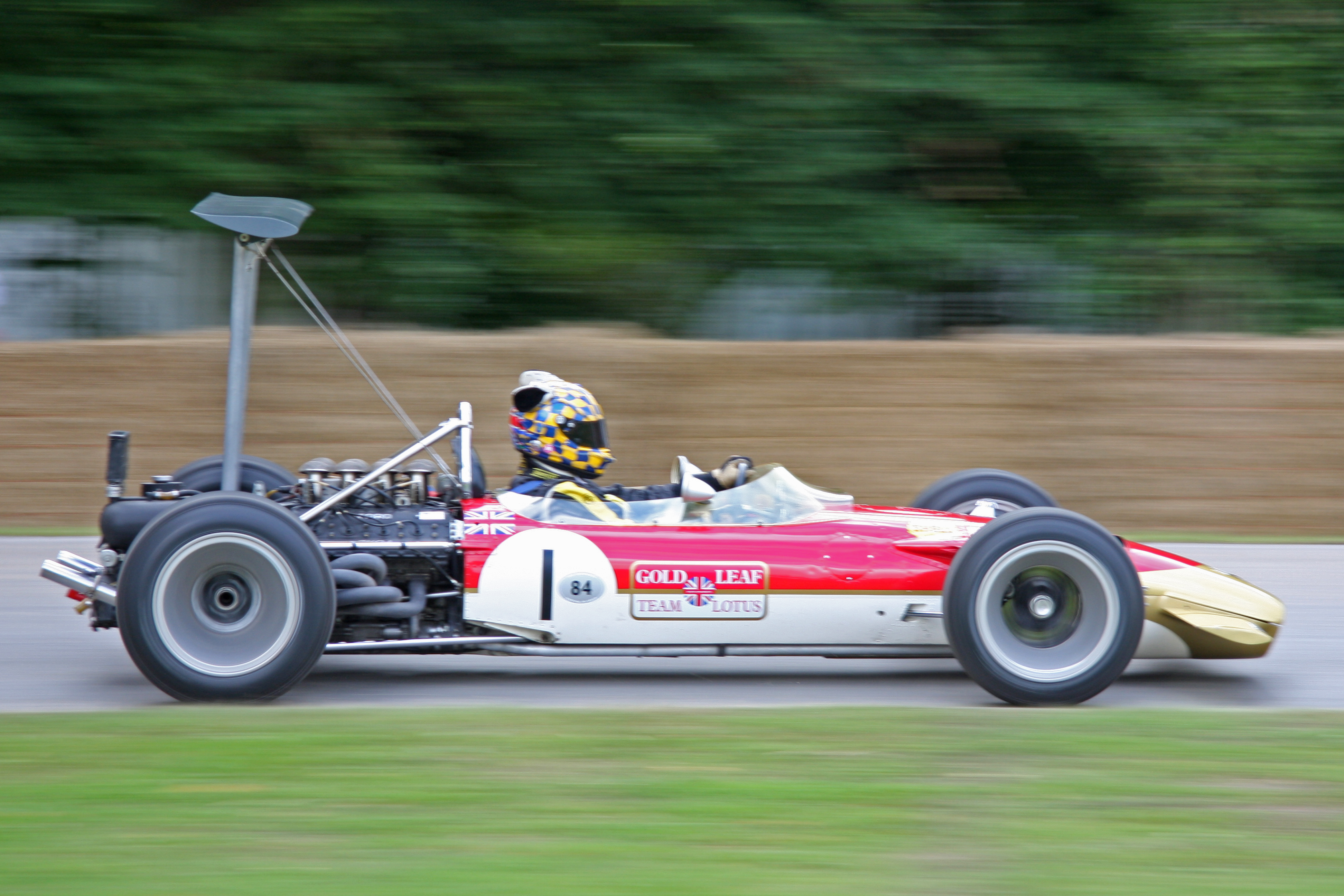
A Lotus 49B magasan elhelyezett szárnnyal

1968 első versenyén a Lotus kettős győzelmet aratott. A futamot Jim Clark nyerte, ez volt az utolsó Formula–1-es győzelme. 1968. április 7-én minden idők egyik legsikeresebb autóversenyzője a Hockenheimringen egy Formula–2-es versenyen életét vesztette a Lotusban. Néhány nappal ezután Mike Spence meghalt Indianapolisban, az 500 mérföldes verseny edzésén, szintén egy Lotusszal.
Graham Hill ezután győzött Jaramában, ahol a Lotus elsőként festette autóit a főszponzor Gold Leaf cigarettamárka színeire. Monacóban az autóra a sportágban először szereltek szárnyakat, Hill megnyerte a versenyt. Belgiumban már több csapat is jóval magasabbra helyezett szárnnyal kísérletezett, amelyet a Chaparral sportautó ihletett. Hill a szezon közepén kevés pontot tudott gyűjteni, az évadzáró mexikói nagydíjon mellette még Jackie Stewart és Denny Hulme is esélyes volt a címre. Hill újra győzni tudott, így megszerezte a világbajnoki címet. Mario Andretti a Lotus színeiben indult először a Formula–1-ben, az amerikai nagydíjon, ahol megszerezte a pole pozíciót (a futamon kiesett). A konstruktőri versenyben a Lotus végzett az élen 75 ponttal.
1969-re Jackie Olivert Jochen Rindt váltotta, míg a címvédő Hill maradt a csapatnál. A spanyol nagydíjon mindkét versenyző balesetet szenvedett Lotus magasra helyezett, gyengén rögzített szárnyai miatt. Az eset után betiltották a Formula–1-ben az így elhelyezkedő szárnyakat. AZ évben Stewart és a Matra-Ford dominált, a Lotus a harmadik lett a konstruktőri versenyben. Hill megszerezte ötödik
monacói győzelmét, míg Rindt első futamgyőzelmét aratta le Watkins Glenben. Chapman a négykerékhajtású Lotus 63-mal is kísérletezett (amelyet Andretti vezetett két versenyen) de nem sikerült pontot szerezni.

### 1970-es évek: Rindt, Fittipaldi és Andretti

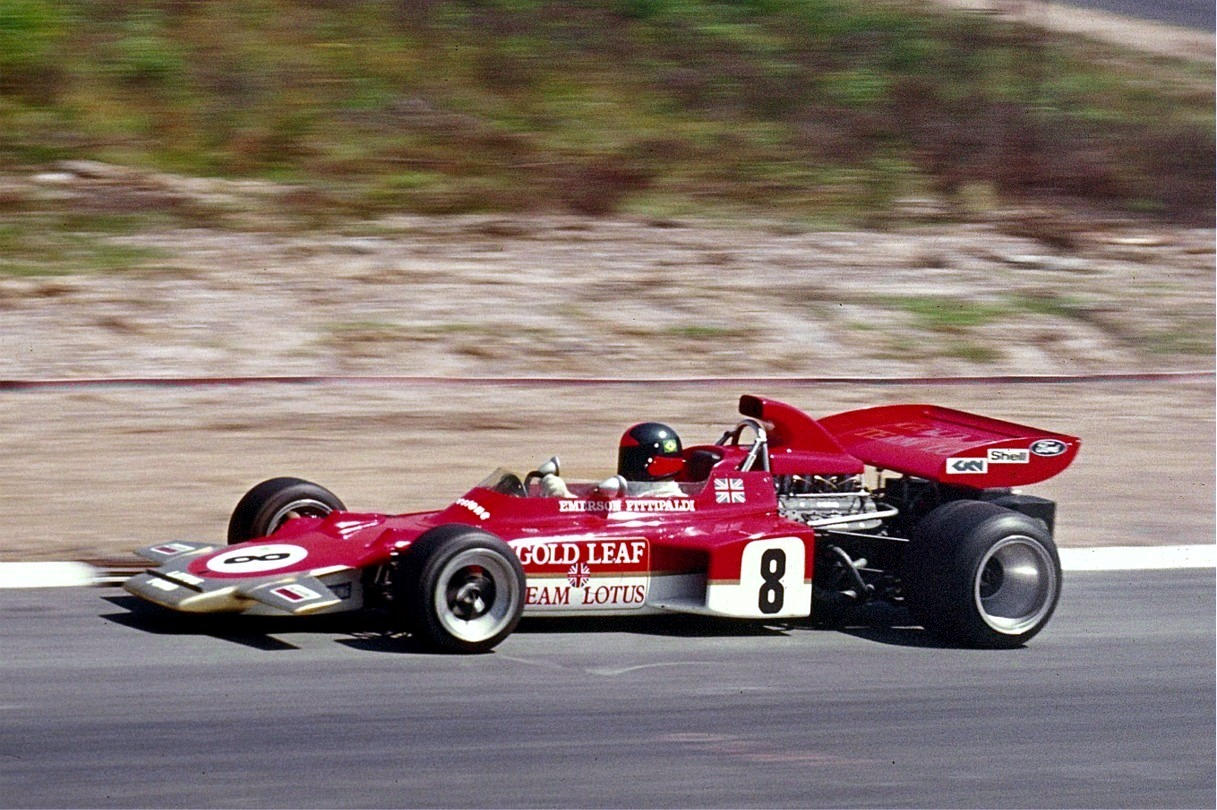
Fittipaldi 1971-ben a Gold Leaf által szponzorált Lotus 72-vel

1970-re Jochen Rindt lett a Lotus első számú versenyzője. A szezon első felében a már hároméves, 49-es Lotusszal Monacóban még győzni tudott egy kis szerencsével (Jack Brabhamre óriási nyomást gyakorolt, aki az utolsó körökben hibázott és kiesett Rindt elől), pedig már Brands Hatch-ben tesztelte a Lotus 72-t. Egyelőre nem merték bevetni, mert az autónak még futómű-problémái voltak. Aztán Zandvoortban bemutatkozott a forradalmian új 72-es modell, amelynek a hűtőcsatornái már kétoldalt voltak, és az orra le volt lapítva. A modellt egészen 1975-ig használták. Rindt mindjárt győzelemmel kezdett, és sorozatban négy versenyt nyert vele.
A pontversenyt magabiztosan vezető Rindt a monzai edzésen tartani akarta a Ferrarik tempóját, így a Lotusról eltávolíttatta az összes légterelő szárnyat. Rindt a Parabolicában elvesztette az uralmat autója felett és a szalagkorlátnak csapódott. Az autó eleje leszakadt, az ütközés erejének következtében a versenyző előrecsúszott, a kormánymű Rindt légcsövének ütközött. Az életét már nem sikerült megmenteni.
Rindt magabiztosan vezette a pontversenyt, Jacky Ickx akkor lehetett volna bajnok, ha a hátralévő három futamot megnyeri, de csak kettőt tudott. A harmadikat a Rindtet helyettesítő Emerson Fittipaldi nyerte, élete első győzelmét aratva. Rindt a sportág egyetlen posztumusz világbajnoka.

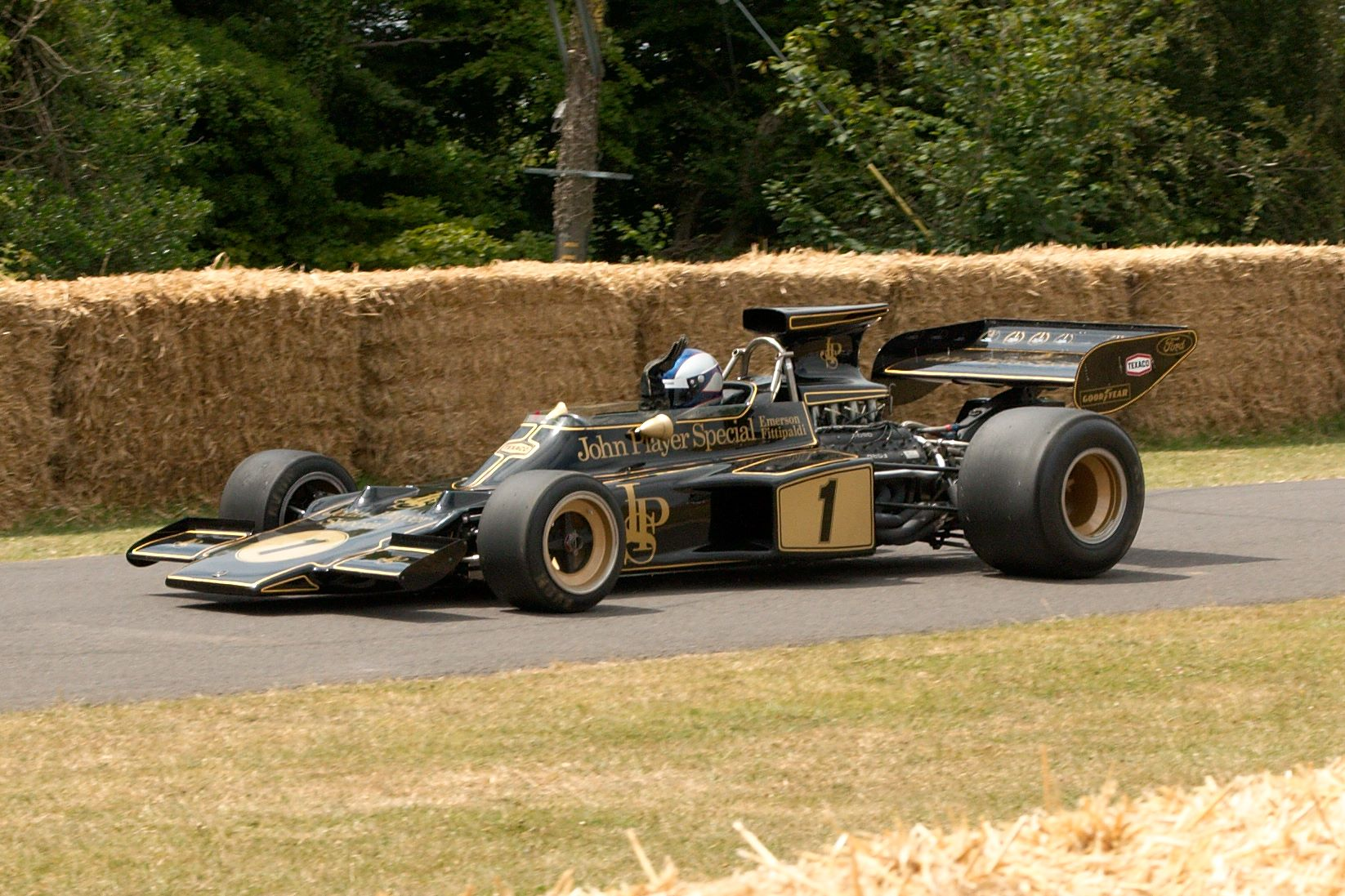
Lotus 72E

A Lotus 59 ponttal megnyerte ez évben a konstruktőri bajnokságot.
1971-re a svéd Reine Wisell lett Fittipaldi csapattársa. Ez az év elég gyengének bizonyult, több, mint 10 éve fordult elő utoljára, hogy a Lotus nem nyert futamot. Chapman a gázturbinás 56B-vel kísérletezett. Az autó a Formula–1-ben nem bizonyult olyan hatékonynak mint az 1968-as indianapolisi 500-on. Csak három világbajnoki versenyen indultak vele, pontot nem sikerült szerezni.
1972-ben már a John Player Special cigarettamárka fekete-arany színei jelentek meg a Lotuson. Fittipaldi öt futamgyőzelemmel és 61 ponttal világbajnok lett. Csapattársa, David Walker egyetlen pontot sem szerzett, de így is megnyerték a konstruktőri versenyt. Az akkor 25 éves Fittipaldi ezzel korának legfiatalabb világbajnoka lett, amit Fernando Alonso döntött meg 2005-ben.
1973-ban hatodszorra is megnyerték a konstruktőri versenyt a Fittipaldi-Peterson versenyzőpárossal. Fittipaldi második, Peterson harmadik lett a bajnok Jackie Stewart mögött.

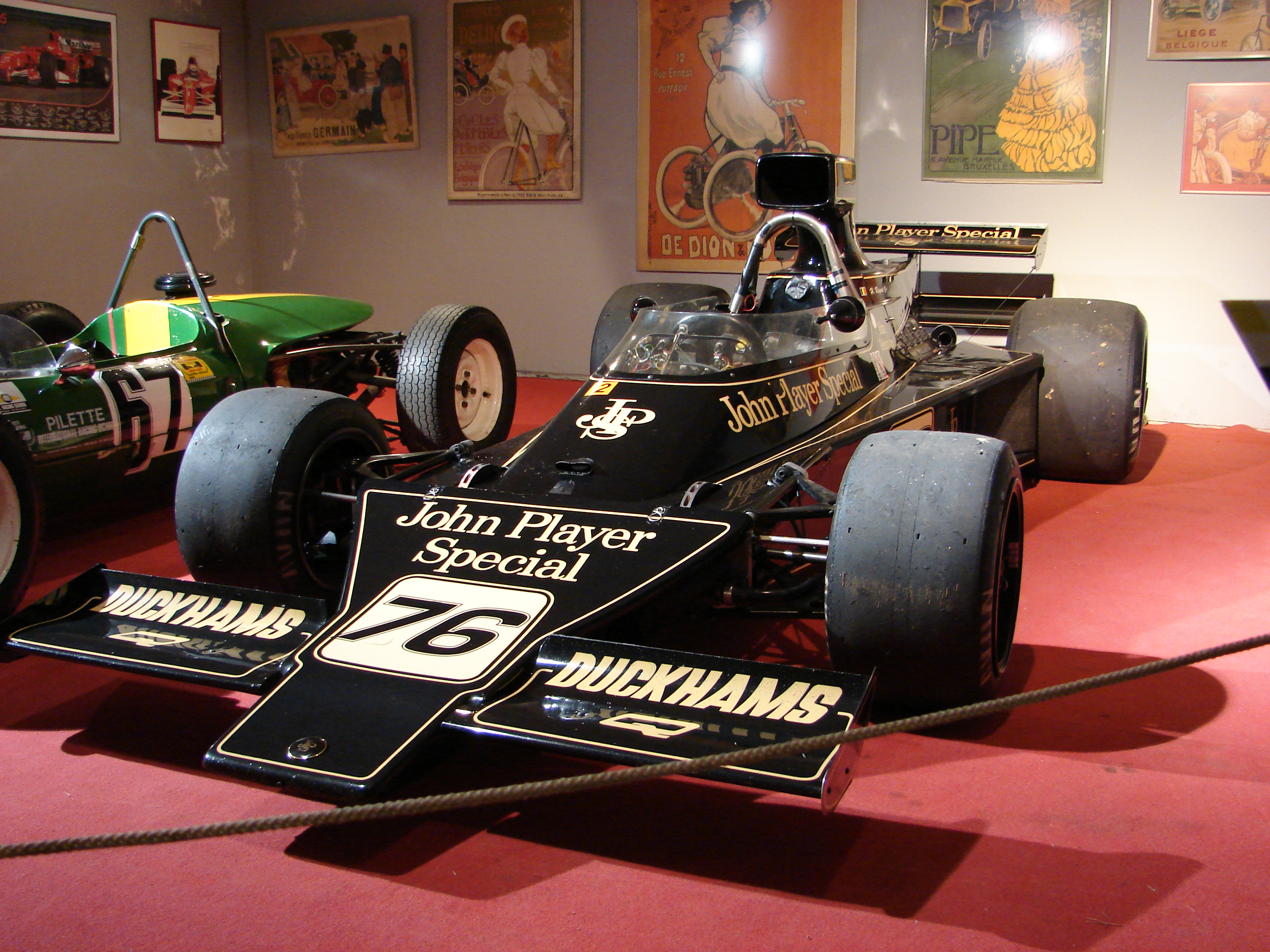
Az 1974-es Lotus 76

A vereség után, 1974-re Fittipaldi elhagyta a csapatot, helyére Jacky Ickx érkezett. A 72-es modell egyre elavulttabbá vált, ezért a szezon elején bevetették a Lotus 76-ost. Ez a modell sem bizonyult sikeresnek, ezért visszatértek a 72-eshez. Peterson győzött Monacóban, Dijonban és Monzában.
Az 1975-ös évben is folytatták a Lotus 72-essel, mindössze 9 pontot sikerült szerezniük. 1976-ra elkészült a Lotus 77-es. Peterson nem volt megelégedve az autóval és az első verseny után elhagyta a csapatot. A szintén svéd Gunnar Nilsson vette át a helyét, aki a hosszú idő után visszatérő Mario Andretti csapattársa lett. A szezonzáró esős japán nagydíjon újra győzelmet ünnepelhetett a csapat Andrettinek köszönhetően.
1977-ben Chapman, Peter Wright és Tony Rudd megalkotta a 78-as modellt. Az autó két oldaldobozának alja egy-egy fejjel lefelé fordított szárny (innen ered a wing car, azaz "szárnyas autó" elnevezés) volt, amik nagy sebességnél hozzászorították az autót az úthoz. Andretti négy győzelme ellenére sem tudta megszerezni a világbajnoki címet, gyakran esett ki a Ford V8-as motor meghibásodása miatt. Nilsson pályafutása egyetlen futamgyőzelmét aratta a belga nagydíjon.

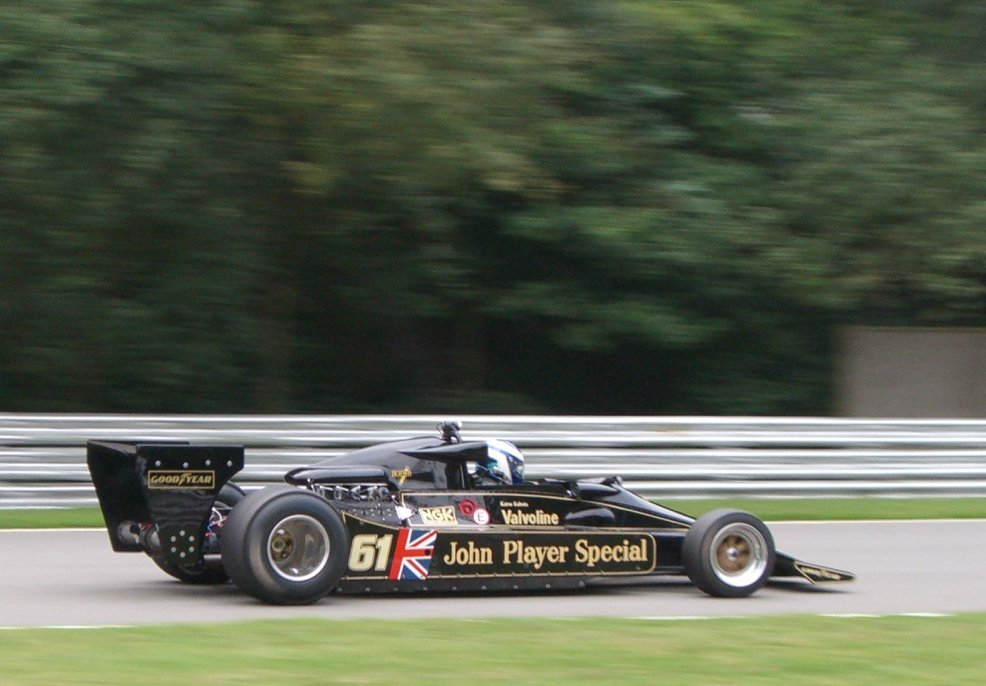
A forradalmi Lotus 78, a wing car (magyarul szárnyas autó)

1978 volt az új konstrukció nagy éve, a szezont a Lotus uralta. Ronnie Peterson visszatért a csapathoz, de Chapman második számú versenyzőnek szerződtette, mivel úgy vélte, Andretti érdeme az új autó kifejlesztése. A belga nagydíjtól a továbbfejlesztett Lotus 79-essel indultak a futamokon. Ronnie Peterson, aki két győzelmet szerzett, két versennyel a szezon vége előtt, az olasz nagydíjon történt rajtbalesetben megégett és másnap tüdőembóliában meghalt. A svédet az utolsó két futamon Jean-Pierre Jarier helyettesítette, de nem sikerült pontot szereznie. A cím így a hat futamot megnyerő Andrettié lett 64 ponttal, Peterson 51 egységet szerzett és második lett. A wing car a sportág talán eddigi legnagyobb forradalma volt, annyira, hogy minden más autót elavulttá tett, és két éven belül már minden autó úgy működött, mint a 79.
1979-re a Lotus főszponzora a Martini lett, az autók újra a hagyományos brit zöld színt kapták.Andretti csapattársa az argentin Carlos Reutemann lett. Számos csapat sikeresen másolta le, illetve fejlesztette tovább a wing car ötletét. A Lotus az első versenyeken a 79-es típussal indult. Ennek továbbfejlesztése a Lotus 80-as lett, de nem sikerült olyan hatékonyra, mint elődje. Csak Andretti próbálta ki az új autót a spanyol nagydíjon, majd azt követő két versenyen. Ezután visszatért a 79-eshez az év további részében. A csapat egyetlen versenyt sem tudott nyerni. 39 ponttal a negyedik helyen zártak a konstruktőrök között.
A '70-es években a Lotus érte el először az 50 futamgyőzelmet (1974-ben). A Ferrari másodikként ünnepelhette az ötvenediket, de ők már 1950, a sportág indulása óta vettek részt a futamokon.

### 1980-as évek: leszállóágban a csapat, turbókorszak

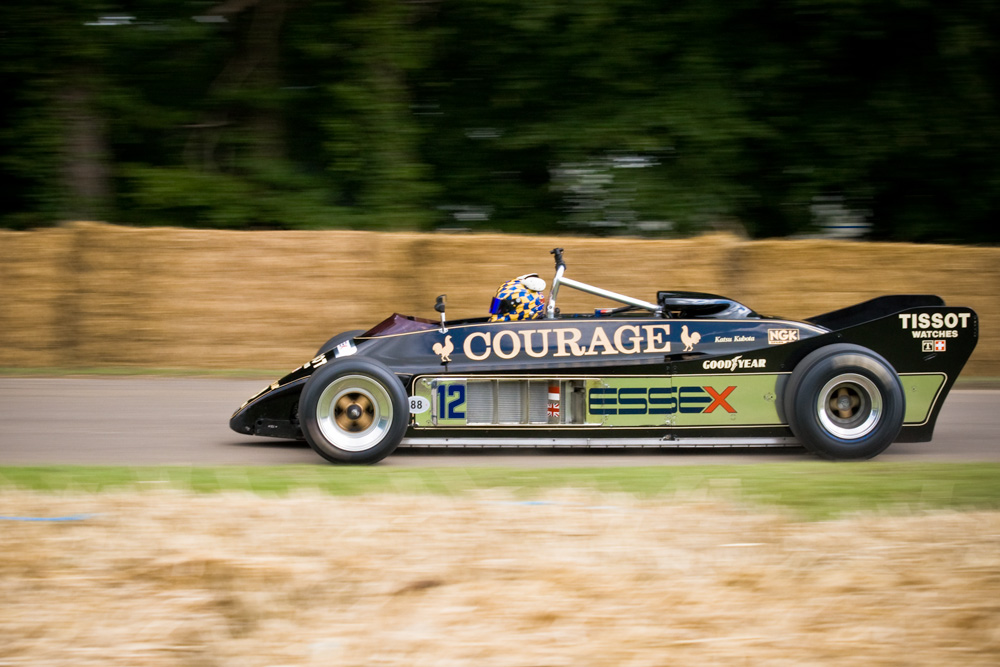
A Lotus 88, amelyet a csapat 1981-ben használt volna

1980-ra Andretti mellé az olasz Elio de Angelist ültették be. Andretti mindössze az utolsó versenyen tudott pontot szerezni 6. helyével, míg Angelis egy második helyet szerzett Brazíliában. Andretti a rosszul sikerült évad után az Alfa Romeóhoz szerződött.
1981-ben Andretti helyére Nigel Mansell került. A brit az előző évben tesztversenyző volt, de két versenyen részt vett harmadik versenyzőként. 1981-ben egy újabb forradalmi ötlettel, az ikerkasztnis Lotus 88-cal készültek rajthoz állni. Lényege, hogy két alvázat építettek, az egyik vázra a versenyző került az oldalsó légcsatornákkal, a másikra a felfüggesztés és az autó többi része, mint a motor és a váltó. A két váz össze volt csúsztatva, úgyhogy az kényelmesebbé tette a versenyzőre ható erőhatásokat a kanyarokban. Menet közben a pilóta a hidraulika segítségével leengedte a belső vázat, és a kocsi hasmagasságát a kívánt szintre csökkentve megnövelte a szívóhatást. A felső kasztnit nagy sebességeknél a menetszél az alsóhoz szorította, ezzel növelte az autóra ható leszorító erőt, hiszen a felső burkolat közelebb került az aszfalthoz, és a szívóhatás is megnőtt. Az autót azonban még a versenybe állítás előtt betiltották. Az Angelis-Mansell versenyzőfelállás 1984-ig maradt fenn. Ebben az időszakban a tapasztaltabb Angelis dominált.
Az olasz 1982-ben győzött az osztrák nagydíjon, amelyen mindössze 5 századmásodperc választotta el a második Keke Rosbergtől. Ez év decemberében, mindössze 54 éves korában, szívrohamban elhunyt Colin Chapman, a csapat legendás alapítója és főnöke. Tervei közt már akkor szerepelt az aktív felfüggesztés ötlete, de csak 1987-ben alkalmazták először. A Lotus vezetését Peter Warr vette át.
1983-ban szerződtették Gérard Ducarouge-t, aki innentől a csapat autóit tervezte. 1983 közepén a csapat a Renault turbómotorjaira tért át a már gyengének számító Cosworth-ről.
1984-ben a csapat harmadik lett a konstruktőri világbajnokságban 47 ponttal, győzelem nélkül. Mansell ez évben Dallasban megszerezte pályafutása első Formula–1-es pole pozícióját, mögüle Angelis rajtolhatott el. A verseny végén tönkrement a brit váltója, az autó néhány méterrel a cél előtt állt le. Ekkor a már a nagy hőségtől is kimerült Nigel betolta autóját a célba, majd összeesett. Így végül hatodik lett, ami egy pontot ért neki. Angelis végül a harmadik helyen futott be. Mansell 1984 végén elhagyta az igen megbízhatatlan autókkal rendelkező Lotust, és a Williamshez igazolt.

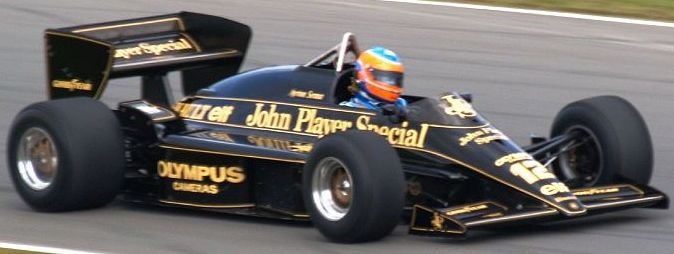
A fekete-arany Lotus 97T, a csapat 1985-ös autója

Helyére a fiatal brazil tehetséget, Ayrton Sennát szerződtették.
1985-ben Senna kétszer, Angelis egyszer nyert futamot a Lotus 97T-vel. Összesen 71 pontot gyűjtöttek, amennyit már igen régen sikerült elérniük. Ennek ellenére csak negyedikek lettek a viszonylag szoros bajnokságban. Senna '85-ben összesen hét pole-t szerzett. Az ezekben az időkben készült arany-fekete Lotusokat sokan a valaha készült legszebb Formula–1-es autók közé sorolják.
1986-ban Johnny Dumfries lett a brazil csapattársa. A megbízhatóság ismét probléma volt, ahogyan az előző években is. Összesen négy olyan verseny volt, ahol mindkét versenyző be tudta fejezni a futamot. Senna nyolc pole-ból két győzelmet aratott. Az év végén 58 ponttal a harmadik helyen zárt a Lotus a konstruktőrök között. Az idény végén elvesztették az addigi főszponzort, a John Player & Sons cigarettamárkát. Helyére a Camel érkezett, így az autók korábbi arany-fekete színe sárgára változott. Az új szponzor mellett új motor is érkezett a visszavonult Renault helyére. 1987-re Honda turbómotorok hajtották az autókat az új japán pilótának, a Dumfriest váltó Nakadzsima Szatorunak köszönhetően. A Ducarouge által tervezett új 99T aktív felfüggesztéssel rendelkezett, amely előnyt jelentett, különösen a kanyargós pályákon. Senna ennek ellenére ismét csak kétszer tudott futamot nyerni, Monacóban és Detroitban. Utóbbi a Lotus utolsó futamgyőzelme volt. A szezonzáró ausztrál nagydíj után a bíróság úgy ítélte meg, hogy a Lotus-Honda fékvezetékjei szélesebbek a szabályok által megengedettnél, így a csapatot kizárták a versenyből. Az év végén a brazil a domináns McLaren-Hondához igazolt. A konstruktőrök között a csapat 64 ponttal ismét a harmadik lett. 1988-ra kiszerelték az autókból az aktív felfüggesztést, mivel nagyon drága volt az alkalmazása, és úgy gondolták, hogy nem éri meg alkalmazni a technológiát. Néhány nagyobb csapat később újra használta a rendszert, köztük a Williams is, amely ennek köszönhetően teljes mértékben uralta az 1992-es szezont.

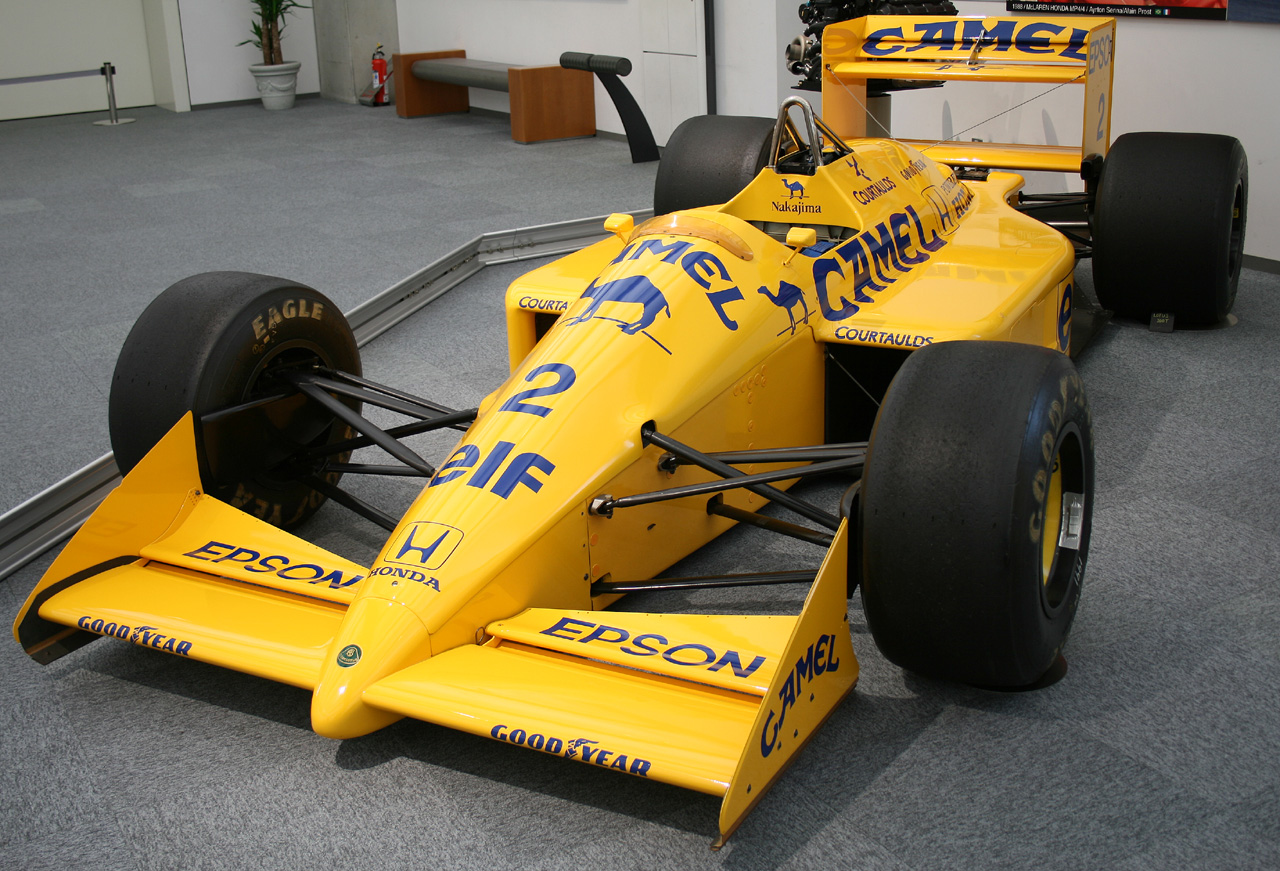
Az 1988-as Lotus 100T, a Camel főszponzorálásával

Senna után a háromszoros világbajnok Nelson Piquet érkezett a Lotushoz két évre.
1988-ban Nelson egyetlen futamot sem nyert, de tulajdonképpen jól döntött, hiszen a Williams csapat (Judd motorral) még rosszabbul szerepelt. Nelson a Lotus-Hondával harmadik lett az első két nagydíjon, ezután azonban csak néhány pontszerző helyet ért el, majd az utolsó ausztrál nagydíjon harmadik lett. Csapattársa egy pontot szerzett.
Az 1989-es esztendő ennél rosszabbul alakult. A Lotus a turbókorszak vége után a gyenge és megbízhatatlan Judd motorra volt kénytelen váltani, és ez meg is látszott a teljesítményen: Piquet mindössze hat futamon szerzett pontot (12 pontot összesen), egyetlen dobogós helyezés nélkül. Csapattársa, Nakadzsima 3 ponttal zárt. Szezonja mélypontját a belga nagydíj jelentette, amelyre még kvalifikálni sem tudta magát a brazil. Ducarouge 1989 közepén elhagyta a sikertelen csapatot. Helyére Frank Dernie érkezett, Peter Warr helyére pedig Rupert Manwaring került csapatvezetőnek.

### 1990-es évek: a vég
1990-re Piquet a Benettonhoz, Nakadzsima a Tyrrellhez igazolt át. Az új versenyzők Derek Warwick és Martin Donnelly lettek. Az utóbbi versenyző Jerezben súlyos balesetet szenvedett és kénytelen volt befejezni F1-es pályafutását.
A csapat új modelljébe, a Lotus 102-be, amelyet 1992-ig használtak, V12-es Lamborghini motorok kerültek, azonban ezek is gyengék voltak. Az év végén a Camel főszponzor is elment a csapattól.

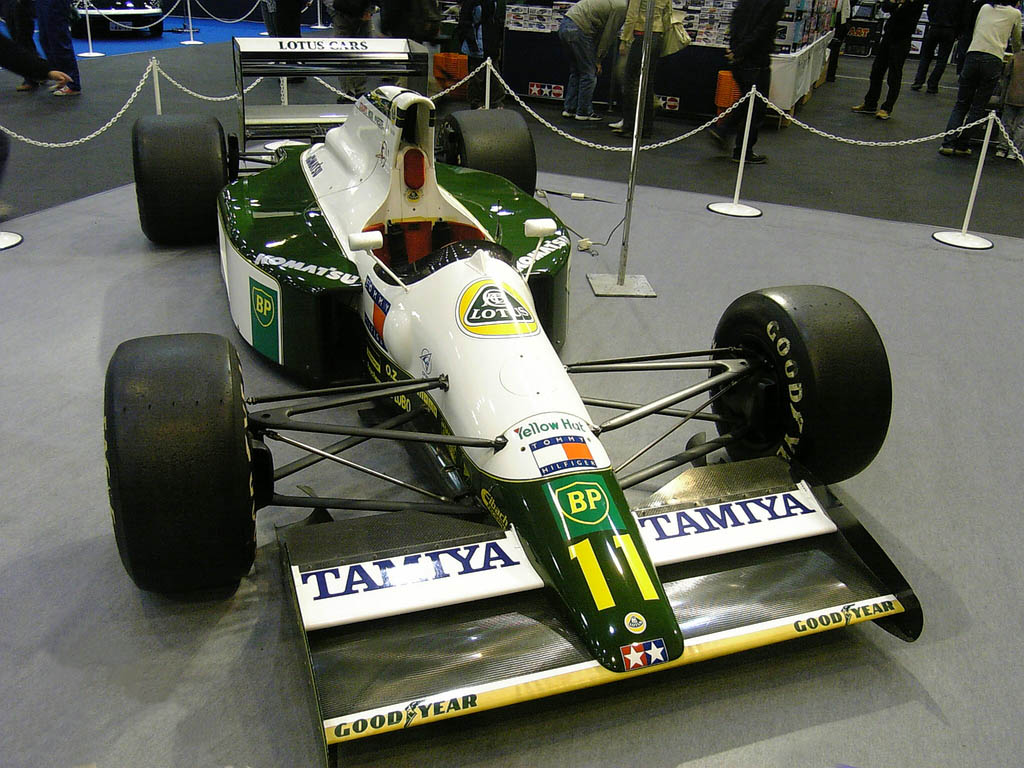
1991-es Lotus 102B

1991-re a csapat újra a Judd motorokra váltott. Új versenyzőpárosa a későbbi világbajnok Mika Häkkinen és Julian Bailey lett. Baileyt a szezon közepén Johnny Herbert váltotta fel. A legsikeresebb verseny ebben az évben a San Marinó-i volt, amelyen Häkkinen ötödik, Bailey hatodik lett. 1992-től 1993-ig a Ford volt a Lotus motorbeszállítója. 1992-ben a szűk költségvetéssel rendelkező csapat 13 pontot gyűjtött a Häkkinen-Herbert párossal, a konstruktőrök között pedig ötödikek lettek. 1993-ra Häkkinen a McLarenhez távozott, Herbert csapattársa így az olasz Alex Zanardi, majd belgiumi balesete után a portugál Pedro Lamy lett. Ebben az évben a konstruktőri bajnokságban 12 ponttal a hatodikok lettek.
1994-ben Mugen-Honda motorok hajtották a Lotusokat. A csapat utolsó F1-es esztendejében összesen hat versenyző vezette a versenyautókat. Ebben az évben egyetlen pontot sem szereztek, ami még soha nem fordult elő a Lotus történetében.

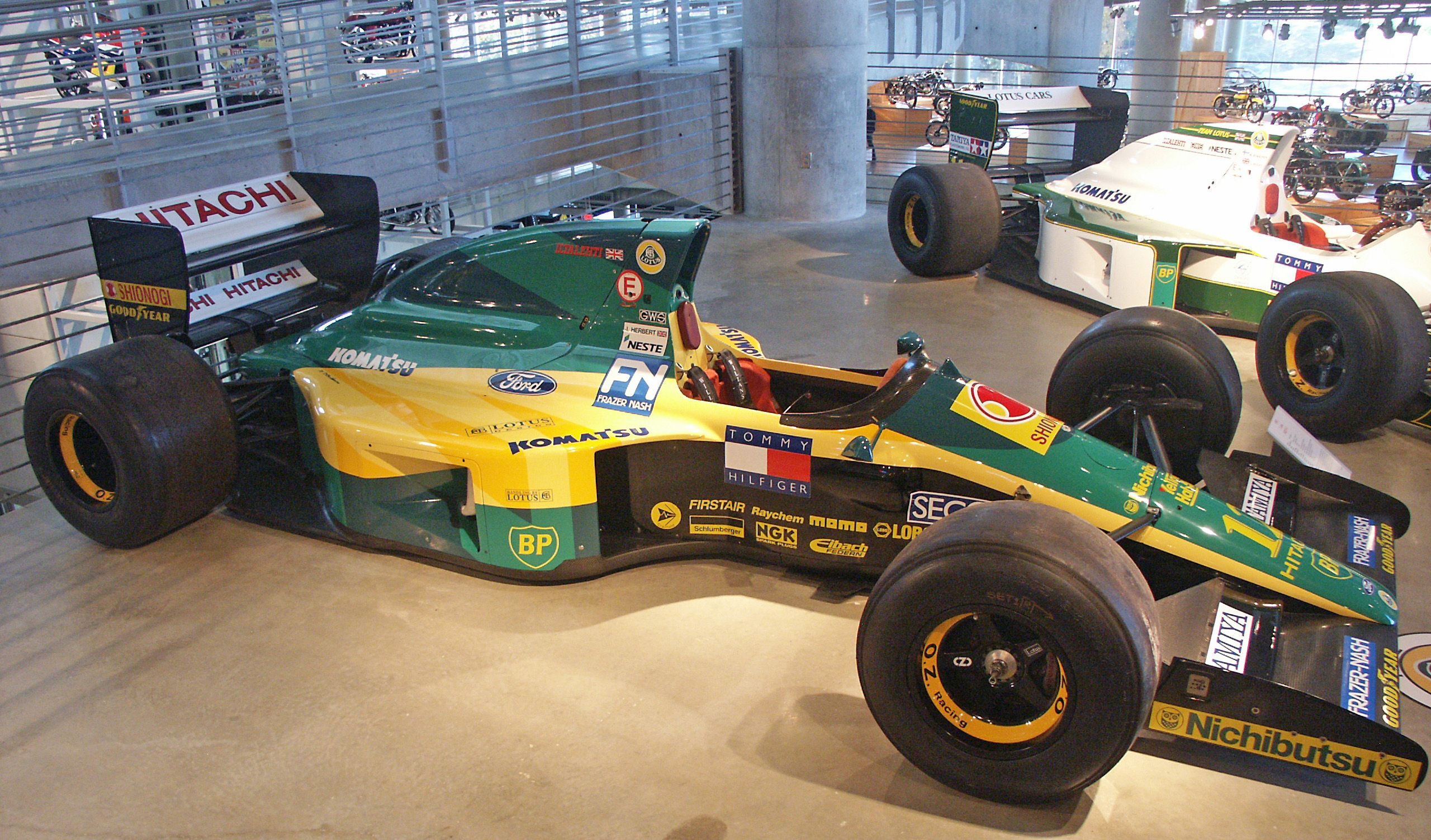
1992-es Lotus 102D

Herbert és Lamy a szezon elején sokat küzdött a többihez képest elavult autóval. A portugál pilóta egy silverstone-i teszt alkalmával komolyabban megsérült, ezért a korábbi pilóta, Zanardi tért vissza a csapathoz. A szezon közben bevetett új autót, a 109-est – amelyet Chris Murphy tervezett – nagy reményekkel várták. Hogy átmenetileg elkerüljék a csődöt, a Lotus a belga nagydíjon Philippe Adamset indította, aki fizetett a csapatnak a versenyzésért. Monzában Zanardi a mezőny végén szerénykedett, de a nagy reményekkel várt új fejlesztésű autó, a 109-es már kész volt. Az autó bemutatkozása nem sikerült rosszul. Herbert a 4. helyen végzett az időmérőn, de versenye nem tartott sokáig, ugyanis rögtön az első sikánban összeütközött Eddie Irvine autójával, és feladta a versenyt. A szezon végén a csapatfőnök, Tom Walkinshaw nem hosszabbította meg Herbert lejáró szerződését, akivel szemben nem tudták teljesíteni a szerződésében foglaltakat, így Herbert szabadon távozhatott a Ligier, majd a Benetton csapathoz.

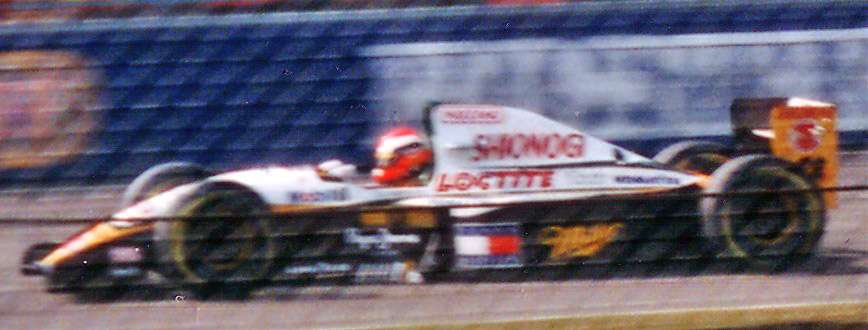
Az utolsó Team Lotus Johnny Herberttel az 1994-es brit nagydíjon

Októberben a csapat James Hunt testvére, David Hunt kezébe került. A korábban elküldött Herbert helyére a finn Mika Salo került. Ekkor már a jövő évi, 112-es jelzésű autót tervezték. 1995-ben a csapat hivatalosan már nem vett részt a világbajnokságon, de nagyrészt a korábbi csapatra épülve indult a Pacific Grand Prix a versenyeken. Mint később kiderült, ez volt a legutolsó szezonjuk. Mivel a Pacific nagyrészt a Lotusra épült, új autójuk festésével is igyekeztek ezt tudatni. A Pacific autókra a Lotusra jellemző zöld csíkot és a cég logóját festették. A szezon során itt versenyző négy pilóta, Gachot, Lavaggi, Délétraz és Montermini egyetlen pontot sem tudott szerezni. 1996-ra a Pacific is megszűnt, így a Lotus pályafutása hivatalosan is véget ért a Formula–1-ben.
A Lotus sportautóvállalat azonban ma is működik.

A csapat világbajnoki címeit nagyban annak köszönhette, hogy szinte mindig az autófejlesztés élvonalában voltak. Chapman újításaival az egész sportágat többször forradalmasította, ilyen volt a monocoque-karosszéria, az ék alakú Lotus 72, a szponzorok bevezetése, a wing car (Lotus 78) vagy az aktív felfüggesztés. Chapman fontosabbnak tartotta a motorok teljesítményénél, hogy autói minél könnyebbek legyenek. Gyakran alkalmazott olyan technológiákat, új anyagokat az autókban, amelyeket előtte nem tesztelt, az emiatt bekövetkezett balesetekben több versenyzője is meghalt. Jochen Rindt ezt mondta egyszer: „A Lotusszal vagy világbajnok leszek, vagy meghalok.” 1970-ben mind a kettő bekövetkezett. Az alapító merész ötletei nélkül talán ma is élne Jim Clark vagy Jochen Rindt, de lehet, hogy nem lettek volna világbajnokok. A csapat 491 verseny és 37 szezon alatt 1419 pontot, 74 futamgyőzelmet, 102 pole pozíciót, 66 leggyorsabb kört, 6 egyéni és 7 konstruktőri címet szerzett.

### Lotus Racing

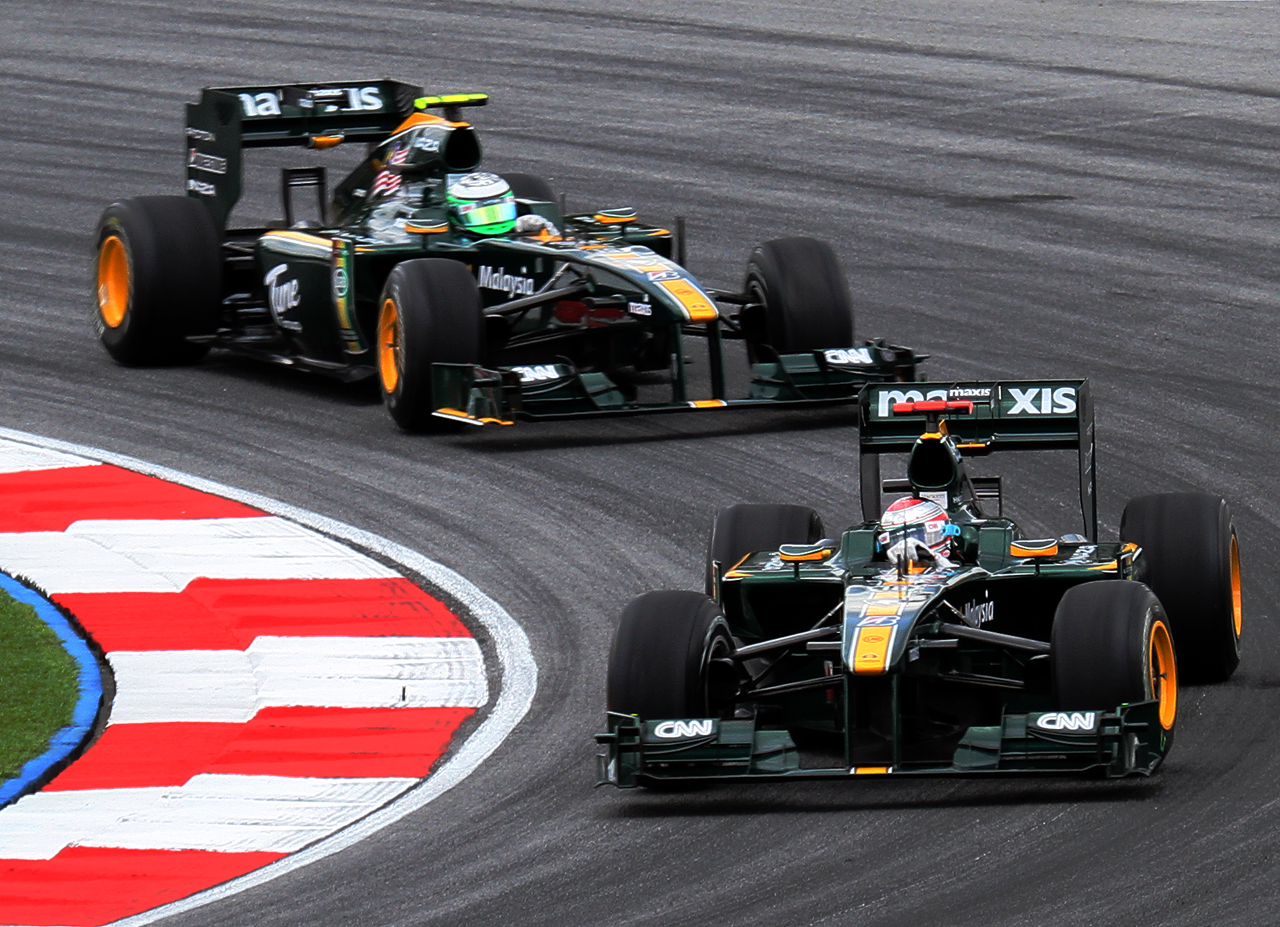
Trulli és Kovalainen 2010-ben

A 2010-es világbajnokságra sok kisebb csapat jelentkezett a bajnokságra, köztük a Litespeed is. Bejelentették, hogy engedélyt kaptak David Hunttól, a Lotus név tulajdonosától arra, hogy sikeres jelentkezés esetén Lotus néven indulhatnak 2010-ben. Végül nem választotta be az FIA azon 13 csapat közé, amely 2010-ben indulhat.
2009. szeptember 2-án az FIA közleményben jelentette be, hogy hosszas elemzés után a maláj kormány és a Proton (amely a Lotus Cars tulajdonosa) által támogatott Lotus F1 Team (amely nem azonos a Team Lotusszal) kapja meg az indulási jogot a Formula–1-es világbajnoki sorozatban, mivel a BMW nem nevezett a bajnokságra. A Lotus név így visszakerült a sportágba, de a technikai igazgató Mike Gascoyne hangsúlyozta, hogy egy más, új csapatról van szó. Ugyanakkor a csapatfőnök, Tony Fernandes, aki az AirAsia légitársaság tulajdonosa, azt jelentette ki, hogy ha sikerülne versenyt nyerniük, nem a Lotus F1 első, hanem a Lotus 80. futamgyőzelmének tekintenék. A csapat székhelye nem messze a Lotus gyártól, Norfolkban található, ezt azonban később Malajziába akarják áthelyezni. Versenyzőjük Jarno Trulli és Heikki Kovalainen. 2010. február 12-én, Londonban mutatták be a T127 kódjelű autót, amely a Lotus hagyományos zöld-sárga festését kapta. A 2011-es évre megvették David Hunttól a klasszikus Team Lotus név használati jogát, amihez a Lotus Group tiltakozása és a Lotus Renault GP beszállása ellenére is ragaszkodtak. Ősszel azonban megállapodott a két csapat, a Lotus Racing 2012-től Caterham F1 Team néven versenyez.

### Lotus Renault GP/Lotus F1 Team
2010 végén a Group Lotus tulajdonrészt vásárolt a Renault F1 csapatban, amely a 2011-es szezonban Lotus Renault GP néven versenyzett. Színe fekete-arany lett, hasonlóan a Lotus 1972-től 1986-ig használt festéséhez. Mivel Tony Fernandes csapata is Renault-motorokat használt, az a furcsa helyzet állt elő, hogy két Lotus-Renault csapat volt a mezőnyben. Ősszel a csapatok megállapodtak, 2012-től a Renault csapat jogutódja szerepelt Lotusként. 2016-ban a Renault visszavásárolta a korábbi csapatát, így a Lotus név újra eltűnt a Formula–1 mezőnyéből.

### Szponzorok

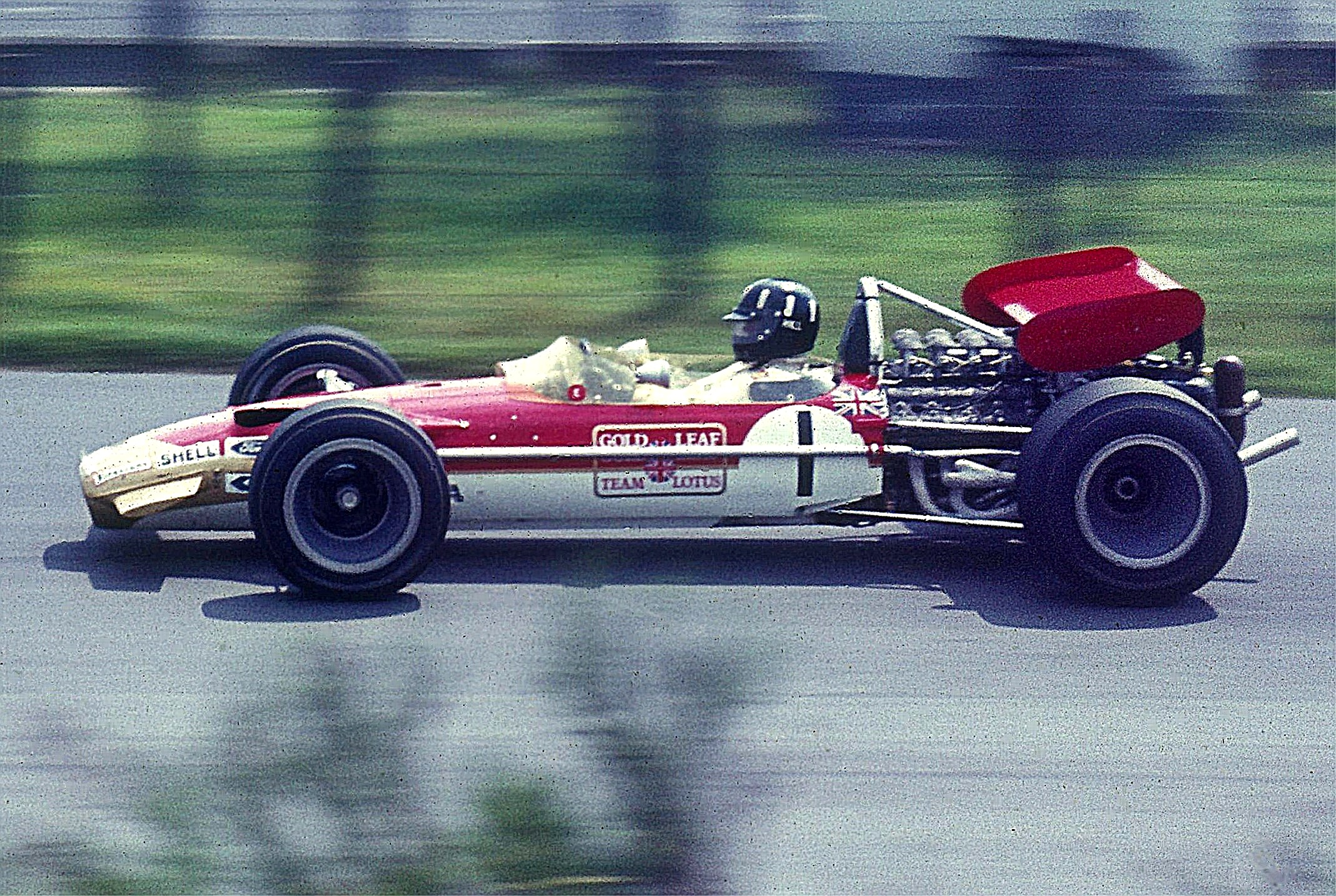
Graham Hill 1969-ben

A Lotus elsőként festett az autóversenyzéstől idegen szponzorokat autóira. Első főszponzora a brit Gold Leaf cigarettamárka volt. Autóikat a korábbi sötétzöld színről a főszponzor színeire festették. 1968-tól 1972-ig volt az említett márka a Lotus főszponzora, az autók ezen időszakban piros, arany és fehér színűek voltak. 1972-től 1978-ig a John Player Special cigarettamárka volt a főszponzor, az autók fekete és arany színűek voltak. 1979-ben a Martini, 1980-ban a Essex volt a legjelentősebb támogató. Az autók ebben az időszakban sötétkék és sötétzöld festésűek voltak. 1981-től visszatért a John Player Special márka, a versenyautók ismét fekete-arany festést kaptak. 1987-ben a korábbi szponzor helyére a Camel dohánytermék érkezett, az autók színében a sárga dominált. 1991-től nem volt jelentősebb támogatója a már gyenge csapatnak, a zöld, a fehér, a fekete és a sárga színek domináltak. A legjelentősebb szponzorok a BP, a Castrol és a Hitachi voltak. 1991-ben, és 1992-ben a magyar nagydíjon a csapat autóin hirdette magát a Magyar Hírlap, a Formula–1 történetének első magyar szponzoraként.

### Híres versenyzők

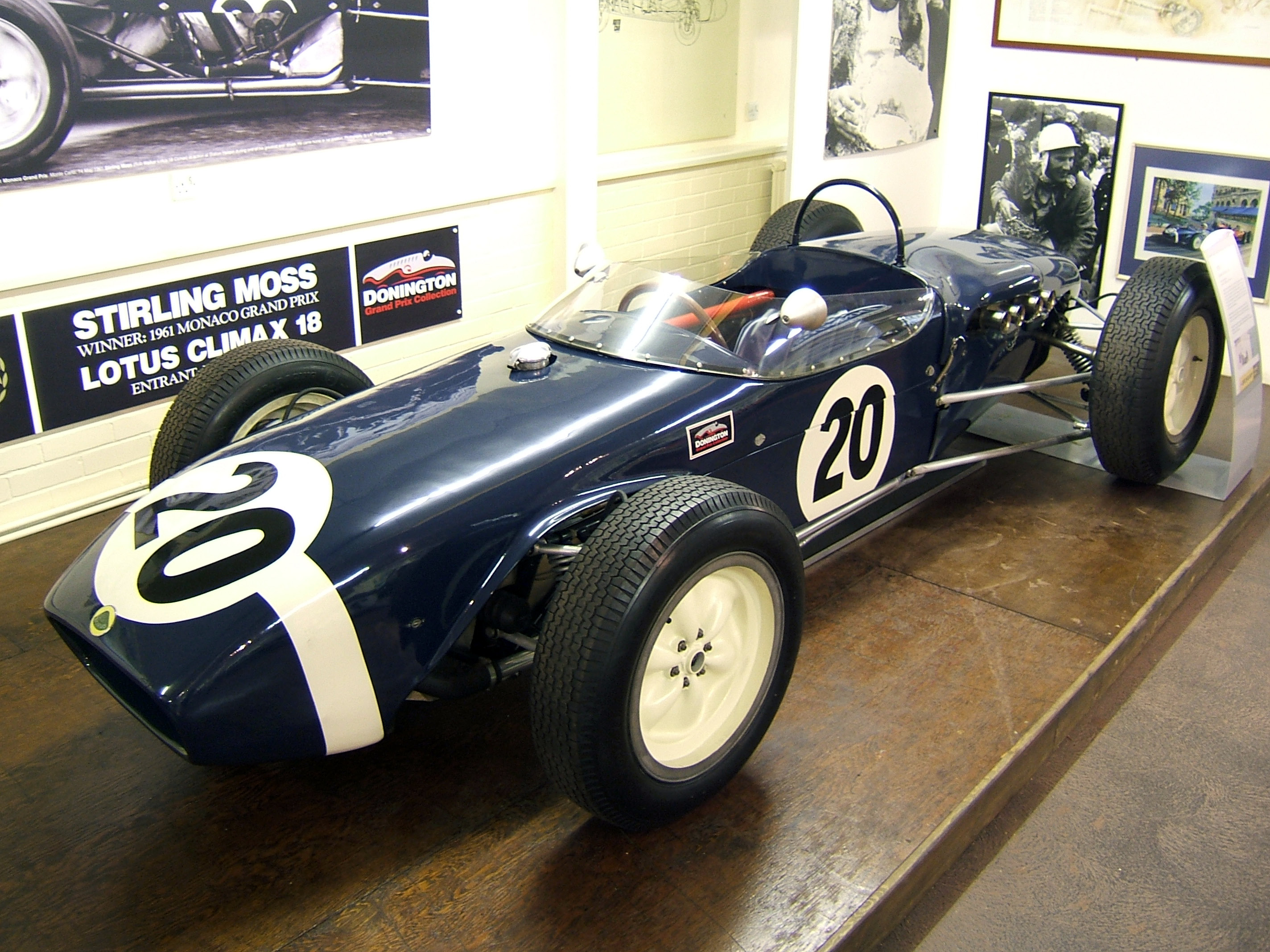
1961-es Rob Walker-Lotus, amellyel Moss győzött a monacói nagydíjon

Sok híres versenyző kezdte pályafutását a Lotusnál. A legismertebbek kronológiai sorrendben:
Innes Ireland, Trevor Taylor, Stirling Moss és Jo Siffert (mindketten privát Lotusszal), Jim Clark, John Surtees, Alan Stacey, Mike Spence, Graham Hill, Jackie Oliver, Jochen Rindt, Jacky Ickx, Dave Walker, Ronnie Peterson, John Watson (1 versenyen), Mario Andretti, Gunnar Nilsson, Jean-Pierre Jarier, Carlos Reutemann, Elio de Angelis, Nigel Mansell, Ayrton Senna, Nakadzsima Szatoru, Nelson Piquet, Derek Warwick, Johnny Herbert, Mika Häkkinen, Pedro Lamy, Alex Zanardi és Mika Salo.

### Autók privátcsapatok számára
A Lotus számos privátcsapatnak szállított autót, köztük Rob Walker és Reg Parnell csapatának, valamint a British Racing Partnershipnek. Utoljára Héctor Rebaque csapatának szállítottak Lotus modelleket 1978-ban és 1979-ben.
A csapatok közül a Rob Walker Racing Team volt a legsikeresebb, amelynek 1960-tól 1962-ig, majd 1968-tól 1969-ig adtak el autókat. Stirling Moss 1960-ban Monacóban és Riverside-ban, 1961-ben ismét Monacóban és a Nürburgringen tudott győzni a privát Lotusszal. 1968-ban, szintén a Rob Walker csapattal Jo Siffert győzött a brit nagydíjon, Brands Hatch-ben.
Ezekkel együtt 79-szer győzött Lotus autó Formula–1-es világbajnoki versenyen.

## Más versenysorozatokban

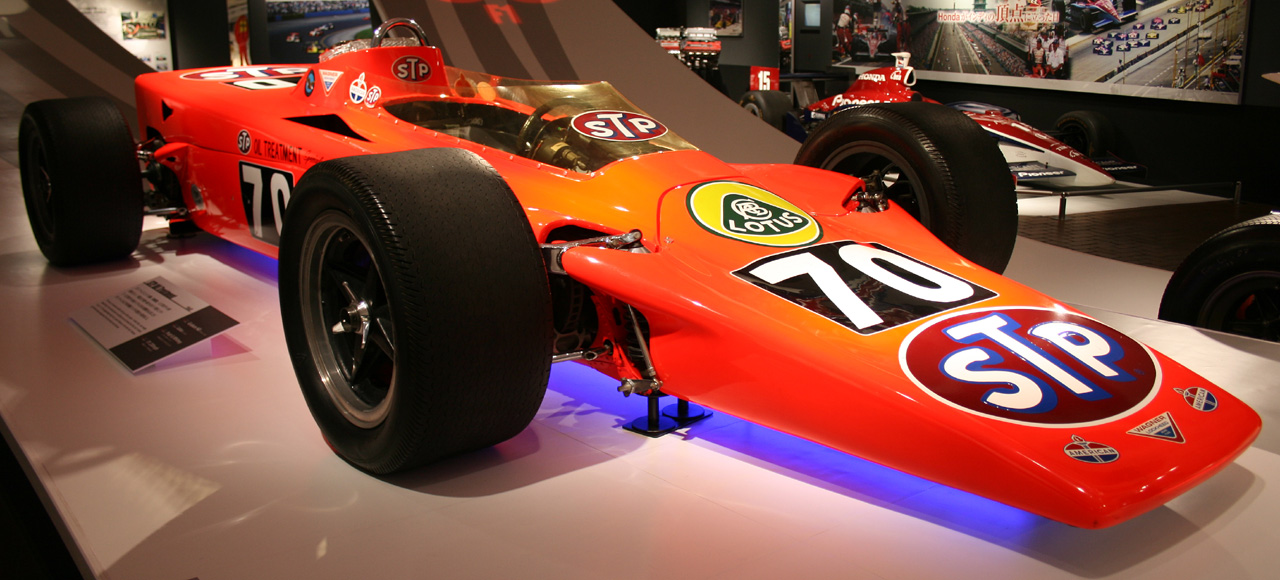
Graham Hill 1968-as indianapolisi 500-as autója, a Lotus 56

A Lotus a Formula–1-en kívül több más autósport kategóriában is versenyzett, elsősorban az 1960-as években.
Az 500 mérföldes Indianapolisi versenyen 1963-ban vett részt először a Lotus két versenyzővel: Dan Gurney-vel és Jim Clarkkal. A kis Lotus 29-eseket gyengébb motor hajtotta, mint az amerikai gépeket, de annyival könnyebbek voltak, hogy Clark az ötödik helyről rajtolva második lett Parnelli Jones mögött.
A Lotusoknak további előnyük az volt, hogy jobb felfüggesztést alkalmaztak, amivel gyorsabban tudtak kanyarodni. Clark 1964-ben már a pole-ból rajtolt, de a felfüggesztés meghibásodása miatt kiesett. 1965-ben Clark megnyerte az 500 mérföldes versenyt, 1966-ban pedig második lett. 1965-ös győzelme az első középmotoros autóval nyert verseny volt, előtte az orrmotoros autók domináltak. 1968-ban Graham Hill a második helyre, Joe Leonard az első helyre kvalifikálta magát a különleges Lotus 56-ossal, amelyet gázturbina hajtott és négykerékmeghajtású volt. A versenyt egyikük sem tudta befejezni.
A következő 1969-es versenyre betiltották a gázturbinás autókat. Ez volt az utolsó Indy500, amelyen a csapat részt vett. Art Pollard egy négykerékmeghajtású Lotusszal indult, de már a hetedik körben feladta a futamot.
Az 56-os modell átalakított változatával, az 56B-vel 1971-ben, a Formula–1-ben is indultak néhány versenyen, eredménytelenül. A gázturbinás autó fogyasztása óriási volt, és a nagy tank miatt az autó súlya is problémát okozott.

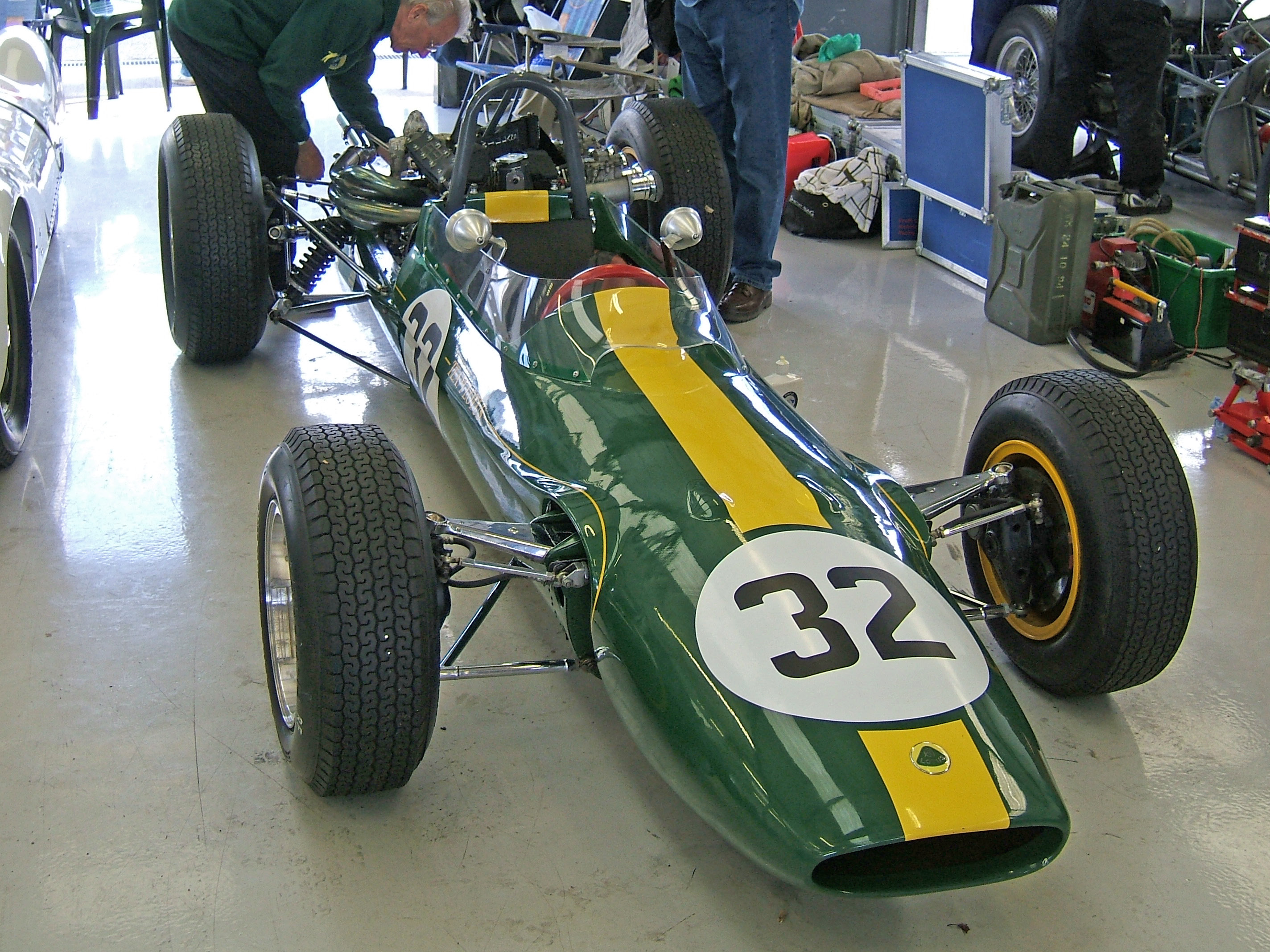
A Tasman Seriesre készített Lotus 32B

A '60-as években a csapat a Formula–2-ben a Formula Juniorban és a Tasman Seriesben is sikeresen szerepelt. 1958-ban a Lotus 12-vel Cliff Allison megnyerte a Formula–2-es Nemzetközi Kupát Silverstone-ban, Stuart Lewis-Evans Cooper-je előtt. Ez volt a Lotus első F2-es győzelme. 1960-ban hat nem világbajnoki versenyen aratott győzelmet a csapat. 1965-ben a négy versenyből három győzelemmel Clark megnyerte Formula–2-es világbajnoki címet. Néhány évvel ezután, 1968-ban ebben a sportágban versenyezve halt meg a brit pilóta.
A Formula Juniorban (1959, 1960-1963), majd a Formula Fordban is számos győzelmet szerzett a csapat. Jim Clark háromszor győzött (1965, 1967, 1968) az Ausztráliában és Új-Zélandon rendezett Tasman Seriesben.
1963-ban a Lotus Cortina versenyautó-változatával Jack Sears megnyerte a Brit túraautó-bajnokságot. Az eredményt a következő évben Jim Clark megismételte.
A Lotus csapat az 1950-es éves közepétől az 1960-as évek közepéig részt vett a Le Mans-i 24 órás versenyeken is, de nem értek el jobb eredményeket.
2010-ben a Lotus szponzorálta az IndyCar Series-ben szereplő KV Racing egyik autóját, amelyet Szató Takuma vezetett.

## Formula–1-es eredmények
Jelmagyarázat: D =Dunlop, F =Firestone, G =Goodyear, P =Pirelli

A félkövérrel jelzett versenyző abban az évben világbajnok lett.
| Évad | Modell           | Gumi | Motor                              | Versenyzők                                                                         | Helyezés               |
| ---- | ---------------- | ---- | ---------------------------------- | ---------------------------------------------------------------------------------- | ---------------------- |
| 1994 | 107C, 109        | G    | Mugen-Honda                        | Johnny Herbert Pedro Lamy Alessandro Zanardi Philippe Adams Éric Bernard Mika Salo | – (0 pont)             |
| 1993 | 107B             | G    | Ford                               | Johnny Herbert Pedro Lamy Alessandro Zanardi                                       | 6. (12 pont)           |
| 1992 | 102D, 107        | G    | Ford                               | Mika Häkkinen Johnny Herbert                                                       | 5. (13 pont)           |
| 1991 | 102B             | G    | Judd                               | Mika Häkkinen Julian Bailey Johnny Herbert Michael Bartels                         | 10. (3 pont)           |
| 1990 | 102              | G    | Lamborghini                        | Martin Donnelly Derek Warwick Johnny Herbert                                       | 8. (3 pont)            |
| 1989 | 101              | G    | Judd                               | Nelson Piquet Nakadzsima Szatoru                                                   | 6. (15 pont)           |
| 1988 | 100T             | G    | Honda (turbó)                      | Nelson Piquet Nakadzsima Szatoru                                                   | 5. (23 pont)           |
| 1987 | 99T              | G    | Honda (turbó)                      | Ayrton Senna Nakadzsima Szatoru                                                    | 3. (64 pont)           |
| 1986 | 98T              | G    | Renault (turbó)                    | Ayrton Senna Johnny Dumfries                                                       | 3. (58 pont)           |
| 1985 | 97T              | G    | Renault (turbó)                    | Ayrton Senna Elio de Angelis                                                       | 4. (71 pont)           |
| 1984 | 95T              | G    | Renault (turbó)                    | Nigel Mansell Elio de Angelis                                                      | 3. (47 pont)           |
| 1983 | 93T, 94T         | P    | Renault (turbó) Ford Cosworth DFV  | Nigel Mansell Elio de Angelis                                                      | 8. (11 pont)           |
| 1982 | 87B, 91          | G    | Ford Cosworth DFV                  | Nigel Mansell Elio de Angelis Roberto Moreno Geoff Lees                            | 5. (30 pont)           |
| 1981 | 81B, 87          | G    | Ford Cosworth DFV                  | Nigel Mansell Elio de Angelis                                                      | 7. (22 pont)           |
| 1980 | 81, 81B          | G    | Ford Cosworth DFV                  | Mario Andretti Nigel Mansell Elio de Angelis                                       | 5. (17 pont)           |
| 1979 | 79, 80           | G    | Ford Cosworth DFV                  | Mario Andretti Carlos Reutemann                                                    | 4. (39 pont)           |
| 1978 | 78, 79           | G    | Ford Cosworth DFV                  | Mario Andretti Ronnie Peterson Jean-Pierre Jarier                                  | Világbajnok (116 pont) |
| 1977 | 78               | G    | Ford Cosworth DFV                  | Mario Andretti Gunnar Nilsson                                                      | 2. (62 pont)           |
| 1976 | 77               | G    | Ford Cosworth DFV                  | Mario Andretti Ronnie Peterson Gunnar Nilsson Bob Evans                            | 4. (29 pont)           |
| 1975 | 72E, 72F         | G    | Ford Cosworth DFV                  | Ronnie Peterson Jacky Ickx Jim Crawford Brian Henton John Watson                   | 7. (9 pont)            |
| 1974 | 72E, 76          | G    | Ford Cosworth DFV                  | Ronnie Peterson Jacky Ickx Tim Schenken                                            | 4. (42 pont)           |
| 1973 | 72D, 72E         | G    | Ford Cosworth DFV                  | Emerson Fittipaldi Ronnie Peterson                                                 | Világbajnok (92 pont)  |
| 1972 | 72D              | F    | Ford Cosworth DFV                  | Emerson Fittipaldi David Walker Reine Wisell                                       | Világbajnok (61 pont)  |
| 1971 | 56B, 72C, 72D    | F    | Ford Cosworth DFV, Pratt & Whitney | Emerson Fittipaldi Reine Wisell Dave Charlton                                      | 5. (21 pont)           |
| 1970 | 49, 72, 72B, 72C | F    | Ford Cosworth DFV                  | Jochen Rindt John Miles Emerson Fittipaldi Reine Wisell                            | Világbajnok (59 pont)  |
| 1969 | 49B, 63          | F    | Ford Cosworth DFV                  | Graham Hill Jochen Rindt Mario Andretti Richard Attwood John Miles                 | 3. (47 pont)           |
| 1968 | 49, 49B          | F    | Ford Cosworth DFV                  | Graham Hill Jim Clark Jackie Oliver Bill Brack Mario Andretti Moises Solana        | Világbajnok (75 pont)  |
| 1967 | 33, 43, 49       | F    | Ford Cosworth DFV, BRM, Climax     | Graham Hill Jim Clark Giancarlo Baghetti Moises Solana                             | 2. (44 pont)           |
| 1966 | 33, 43           | F    | Climax, BRM                        | Jim Clark Peter Arundell "Geki"                                                    | 5. (21 pont)           |
| 1965 | 25, 33           | D    | Climax                             | Jim Clark Mike Spence Gerhard Mitter "Geki" Moises Solana                          | Világbajnok (54 pont)  |
| 1964 | 25, 33           | D    | Climax                             | Jim Clark Peter Arundell Mike Spence Gerhard Mitter Walt Hansgen Moises Solana     | 3. (37 pont)           |
| 1963 | 25               | D    | Climax                             | Jim Clark Trevor Taylor Mike Spence Pedro Rodríguez                                | Világbajnok (54 pont)  |
| 1962 | 24, 25           | D    | Climax                             | Jim Clark Trevor Taylor                                                            | 2. (36 pont)           |
| 1961 | 18, 21           | D    | Climax                             | Innes Ireland Jim Clark Trevor Taylor Willy Mairesse                               | 2. (35 pont)           |
| 1960 | 16, 18           | D    | Climax                             | Innes Ireland Alberto Larreta Alan Stacey Jim Clark Ron Flockhart John Surtees     | 2. (34 pont)           |
| 1959 | 16               | D    | Climax                             | Pete Lovely Graham Hill Innes Ireland Alan Stacey                                  | 4. (5 pont)            |
| 1958 | 12, 16           | D    | Climax                             | Cliff Allison Graham Hill Alan Stacey                                              | 6. (3 pont)            |

## Indianapolisi 500-as eredmények

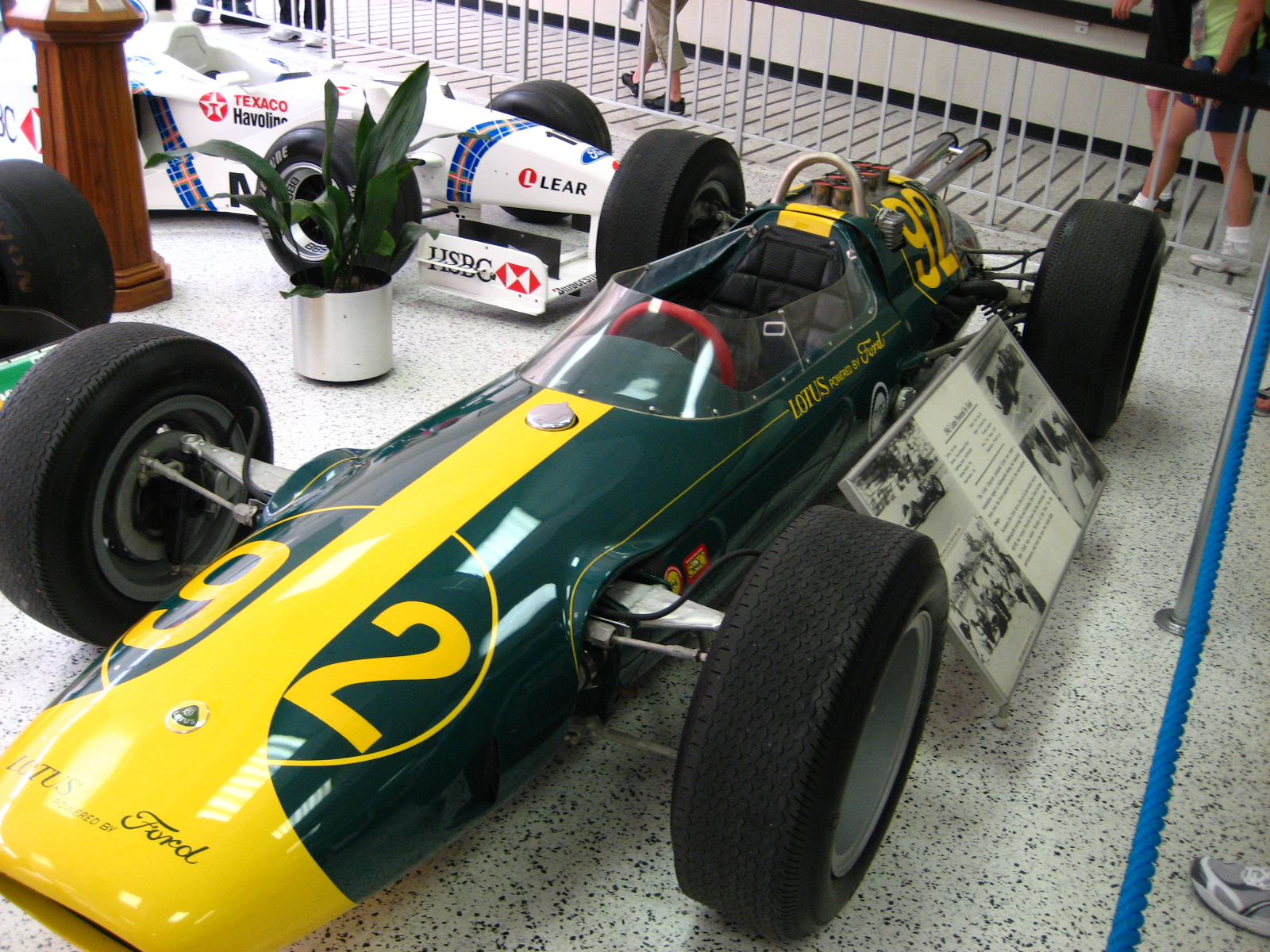
Jim Clark Lotus 29/3-asa. Ezzel indult az 1963-as 500 mérföldes versenyen

1963-as indianapolisi 500
| Versenyző  | Rajtpozíció | Helyezés | Teljesített kör/Kiesés oka | Rajtszám |
| ---------- | ----------- | -------- | -------------------------- | -------- |
| Jim Clark  | 5.          | 2.       | 200                        | 92       |
| Dan Gurney | 12.         | 7.       | 200                        | 93       |

1964-es indianapolisi 500
| Versenyző  | Rajtpozíció | Helyezés | Teljesített kör/Kiesés oka | Rajtszám |
| ---------- | ----------- | -------- | -------------------------- | -------- |
| Jim Clark  | 1.          | 24.      | 47/Felfüggesztés           | 6        |
| Dan Gurney | 6.          | 17.      | 110/Gumik                  | 12       |

1965-ös indianapolisi 500
| Versenyző   | Rajtpozíció | Helyezés | Teljesített kör/Kiesés oka | Rajtszám |
| ----------- | ----------- | -------- | -------------------------- | -------- |
| Jim Clark   | 2.          | 1.       | 200                        | 82       |
| Bobby Johns | 22.         | 7.       | 197                        | 83       |

1966-os indianapolisi 500
| Versenyző | Rajtpozíció | Helyezés | Teljesített kör/Kiesés oka | Rajtszám |
| --------- | ----------- | -------- | -------------------------- | -------- |
| Jim Clark | 2.          | 2.       | 200                        | 19       |
| Al Unser  | 23.         | 12.      | 161/Baleset                | 18       |
| A.J. Foyt | 18.         | 26.      | 0/Baleset                  | 2        |

1967-es indianapolisi 500
| Versenyző   | Rajtpozíció | Helyezés | Teljesített kör/Kiesés oka | Rajtszám |
| ----------- | ----------- | -------- | -------------------------- | -------- |
| Jim Clark   | 36.         | 31.      | 35/Dugattyú                | 31       |
| Graham Hill | 31.         | 32.      | 23/Dugattyú                | 81       |

1968-as indianapolisi 500
| Versenyző   | Rajtpozíció | Helyezés | Teljesített kör/Kiesés oka | Rajtszám |
| ----------- | ----------- | -------- | -------------------------- | -------- |
| Joe Leonard | 1.          | 12.      | 191/Üzemanyag-ellátás      | 60       |
| Art Pollard | 11.         | 13.      | 188/Üzemanyag-ellátás      | 20       |
| Graham Hill | 2.          | 19.      | 110/Baleset                | 70       |

1969-es indianapolisi 500
| Versenyző   | Rajtpozíció | Helyezés | Teljesített kör/Kiesés oka | Rajtszám |
| ----------- | ----------- | -------- | -------------------------- | -------- |
| Art Pollard | 12.         | 31.      | 7/Mechanikai hiba          | 40       |

## Képgaléria

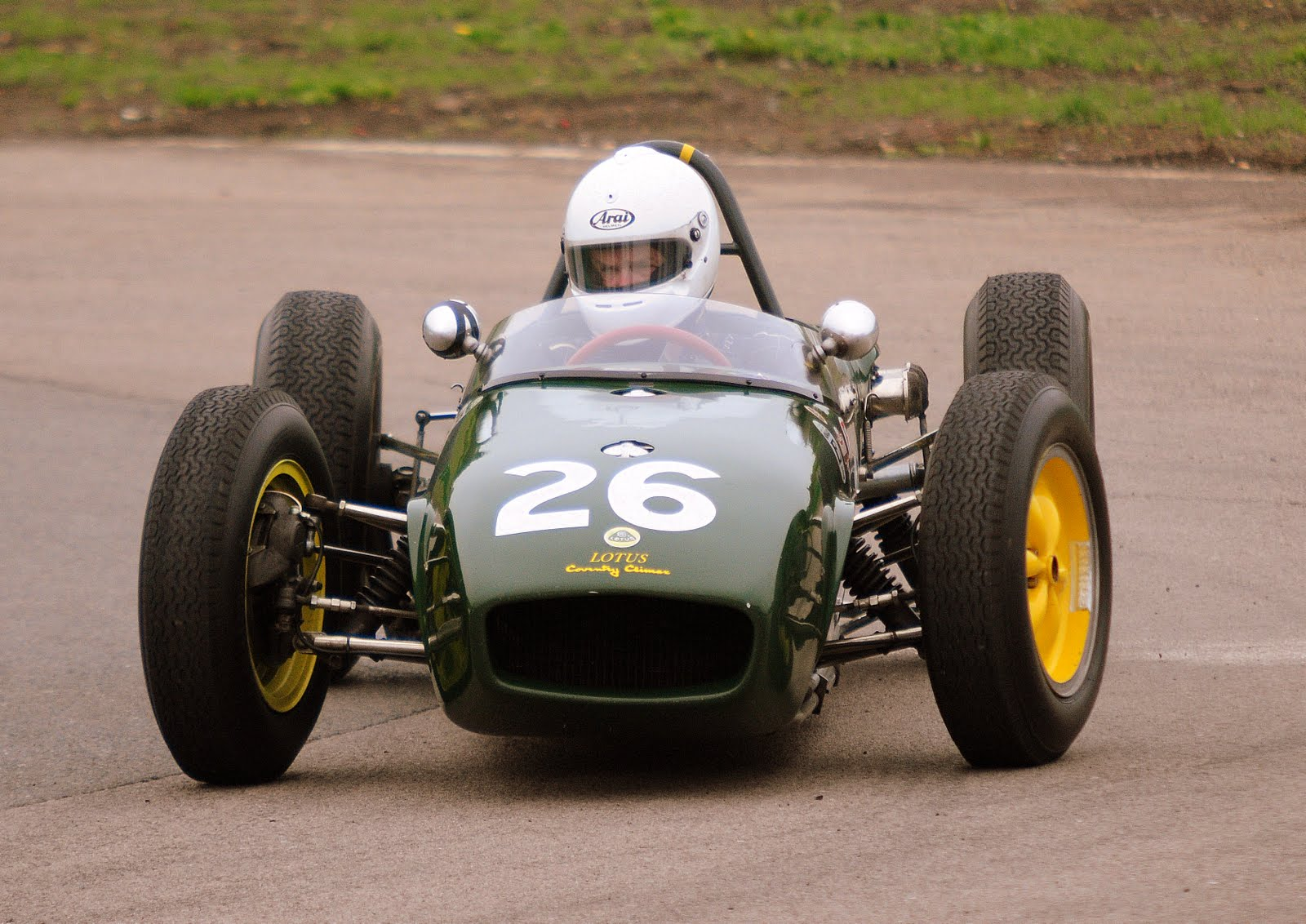
Lotus 18
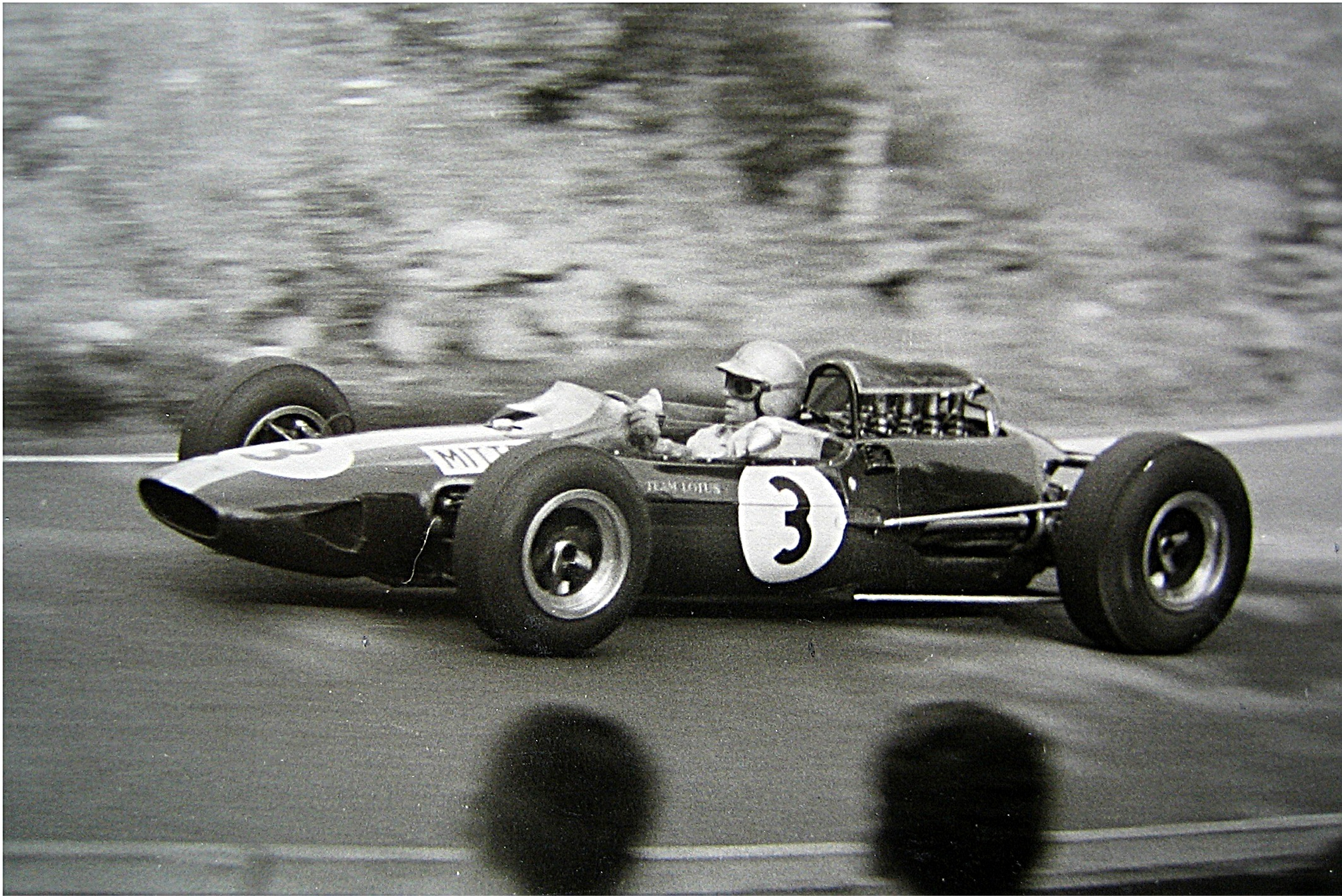
Gerhard Mitter 1965-ben
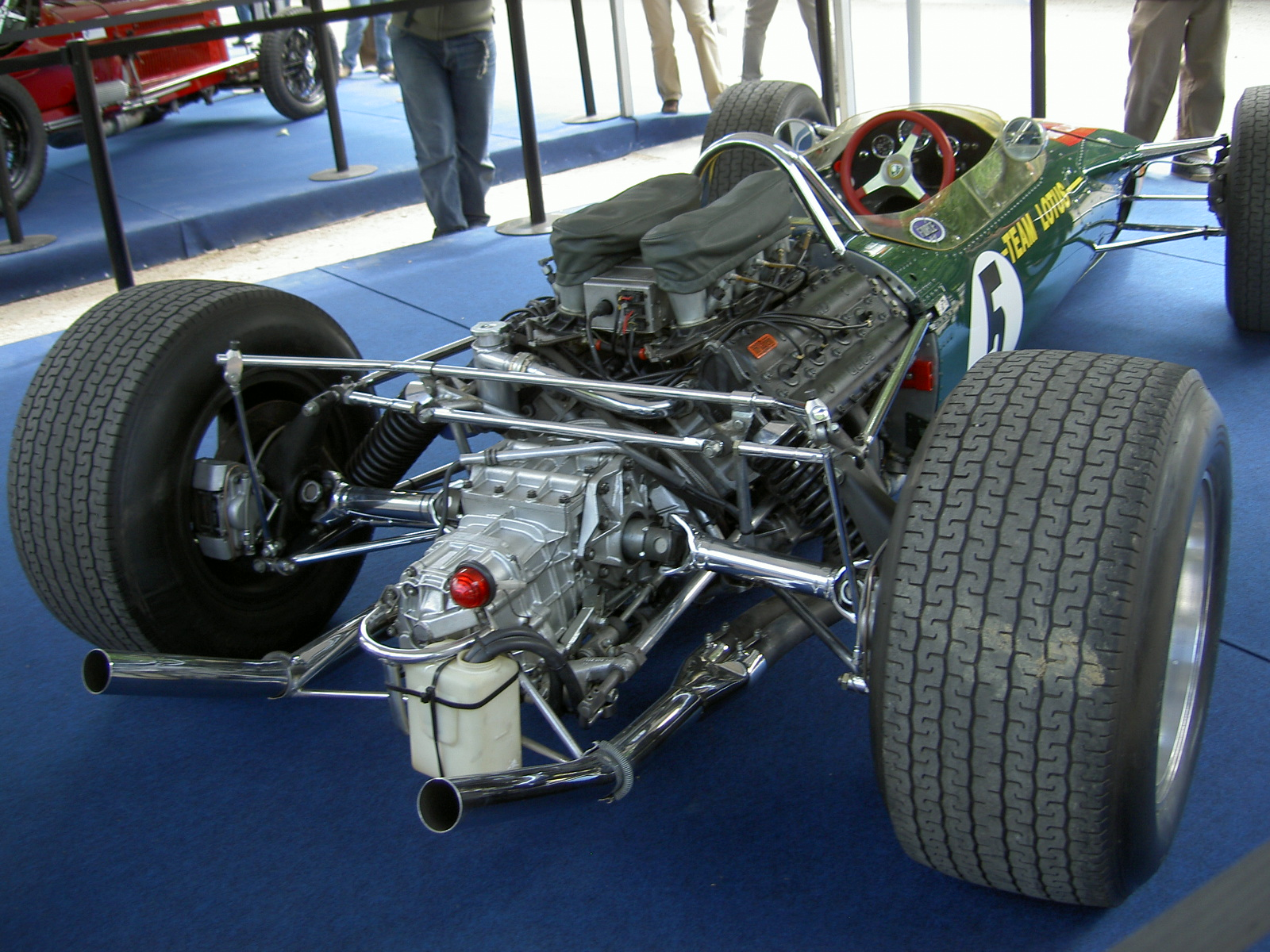
A 49 hátulja
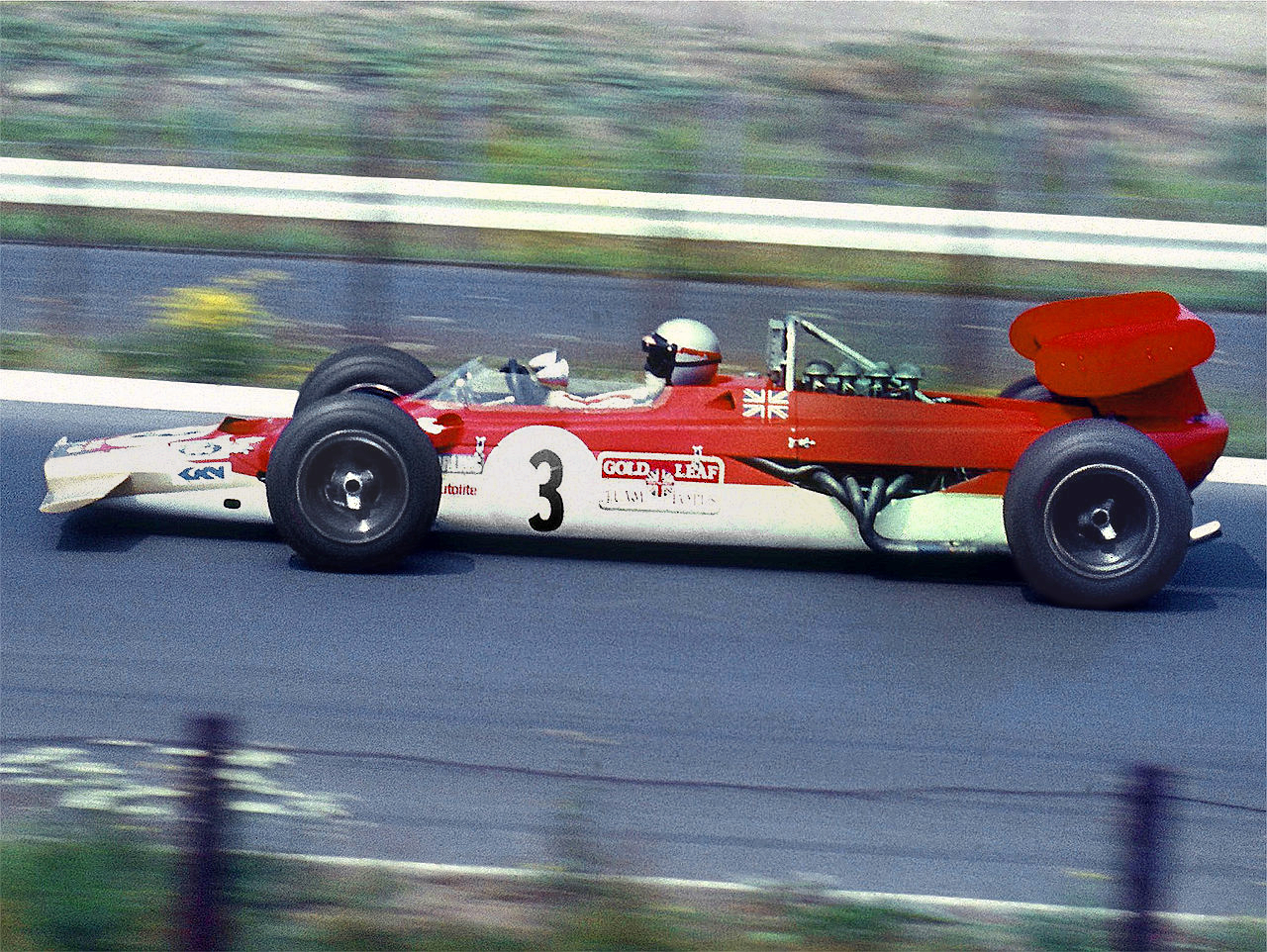
Mario Andretti az 1969-es német nagydíjon a négykerékhajtású Lotus 63-mal
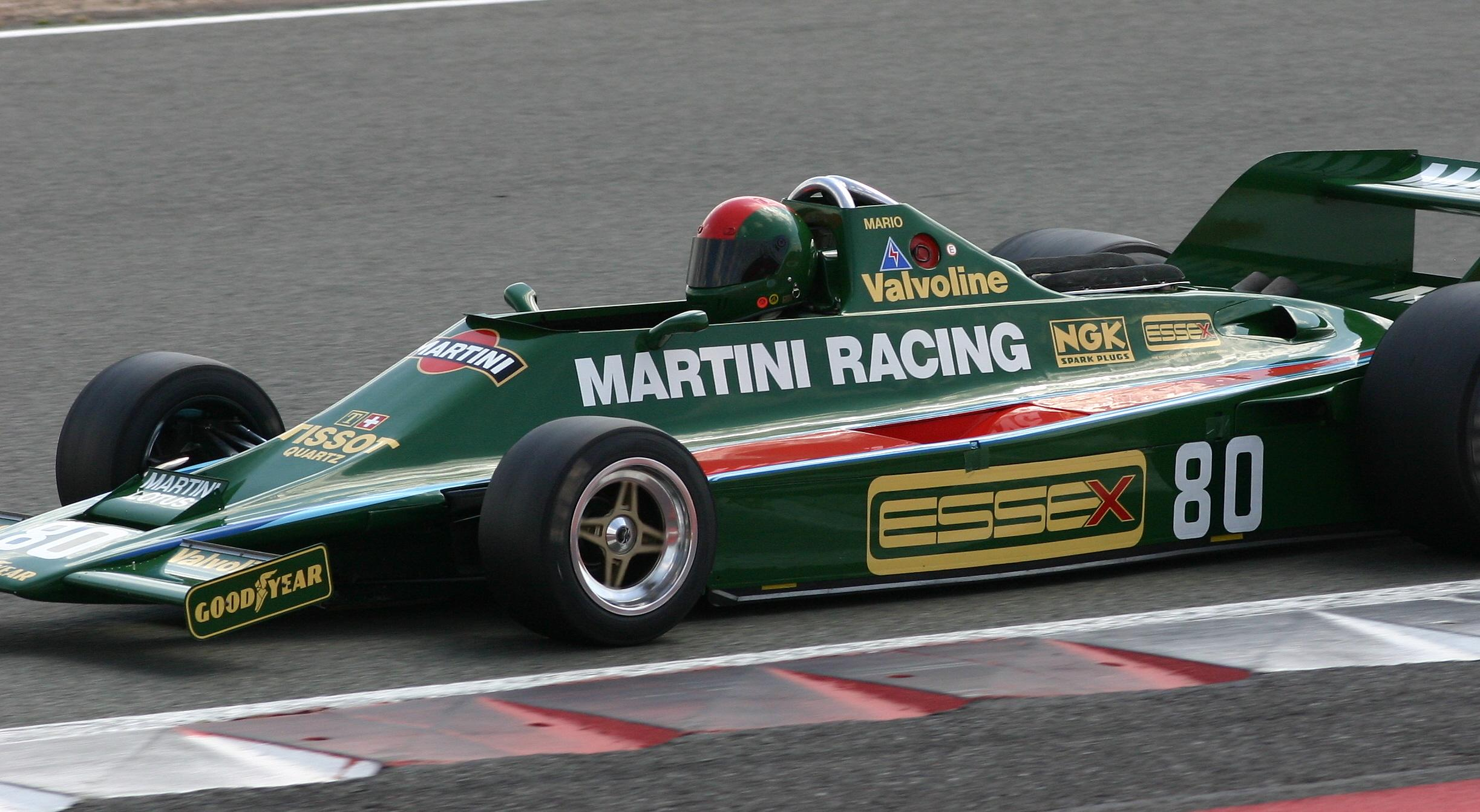
A Lotus 80 a Martini szponzorálásával (1979-es modell)
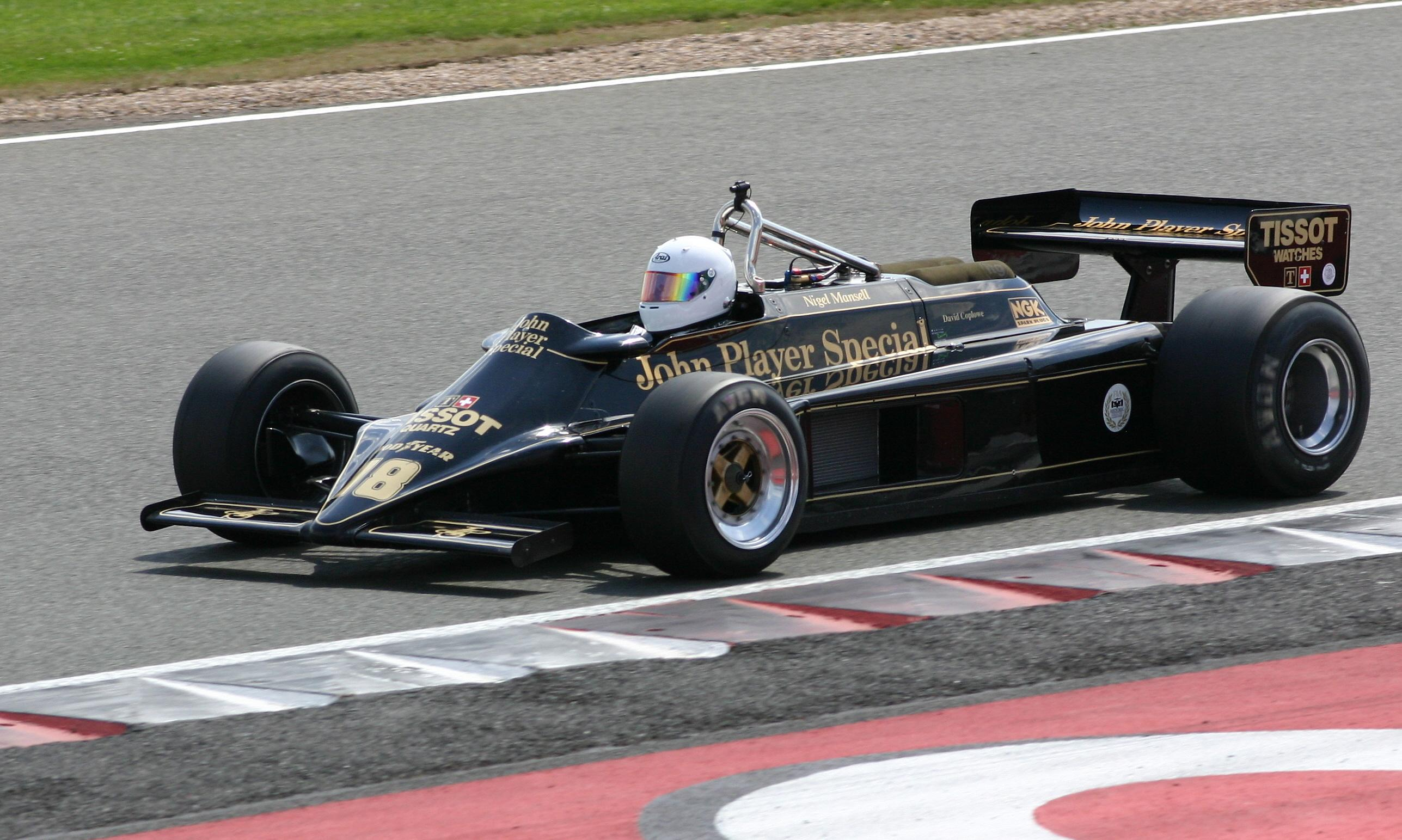
1981-es Lotus (87-es modell)
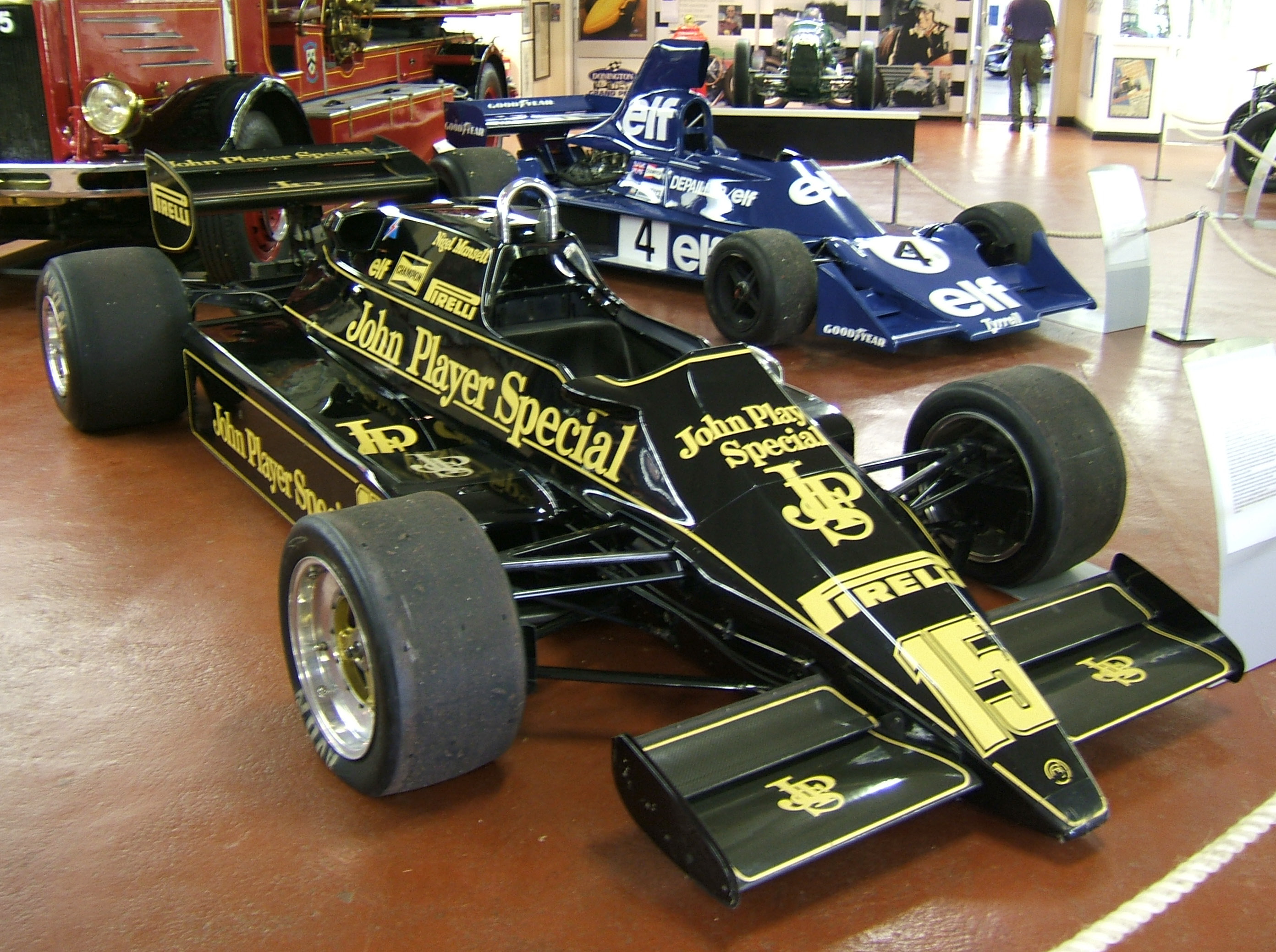
Lotus 92 (1983-1984)
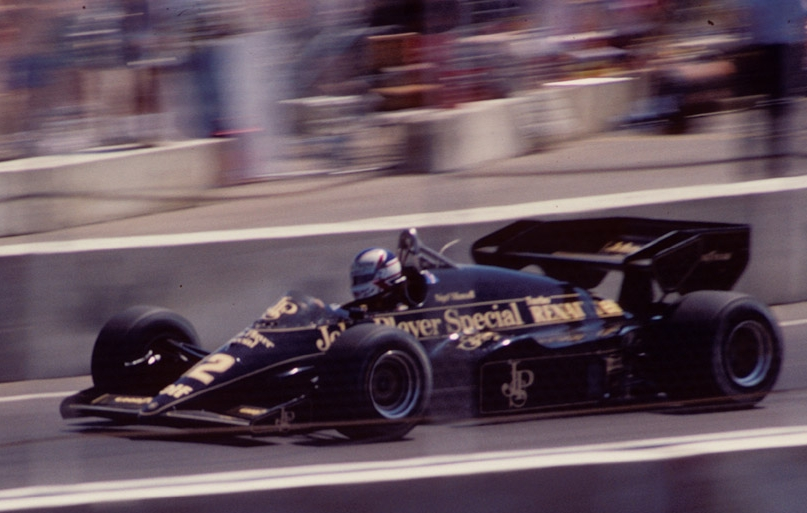
Nigel Mansell az 1984-es amerikai nagydíjon
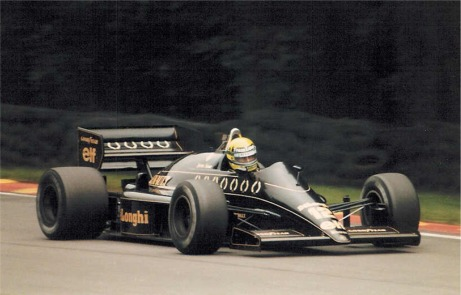
Senna Brands Hatch-ben, 1986-ban
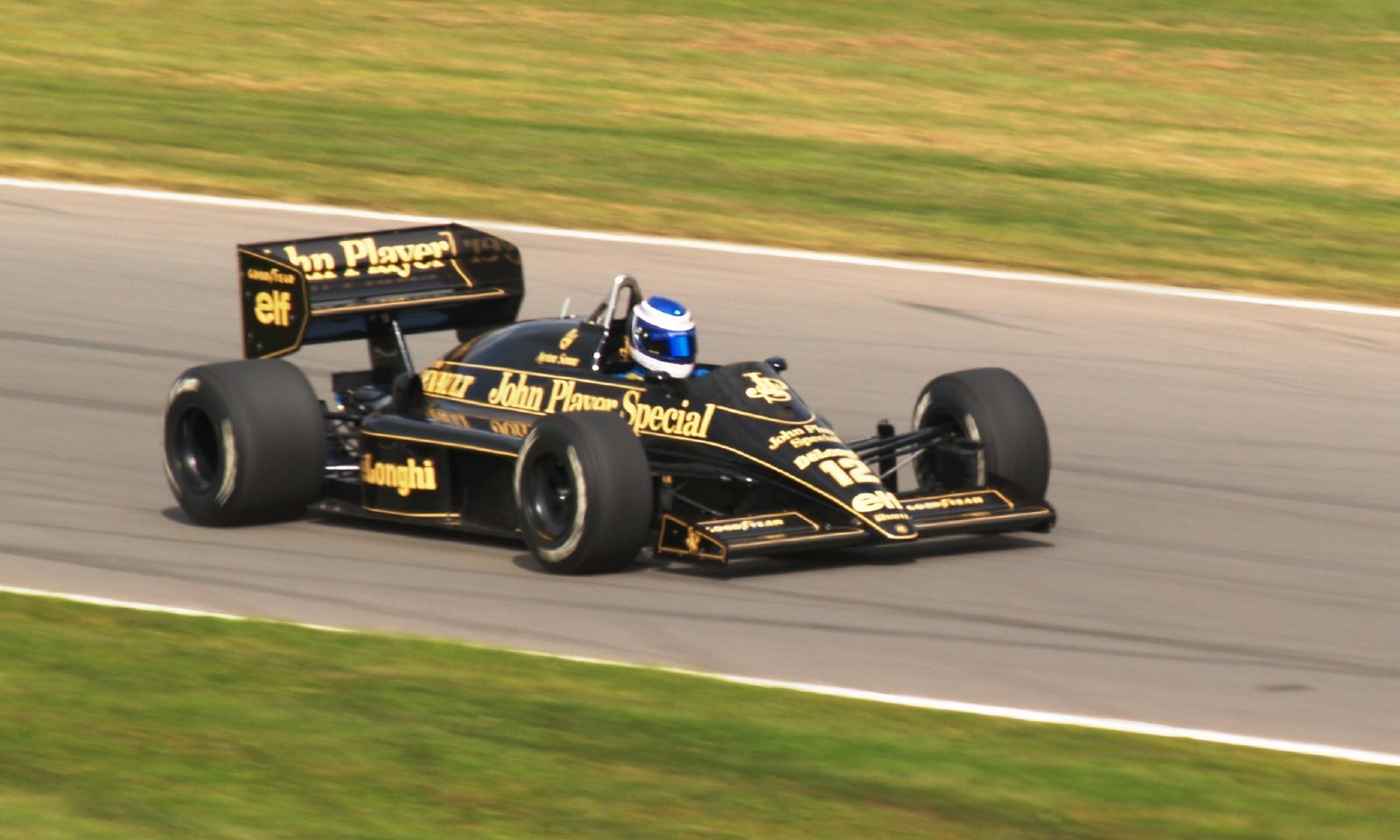
A Lotus 98T (1986-os modell)
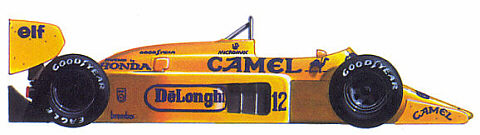
A Lotus 99T illusztrációja
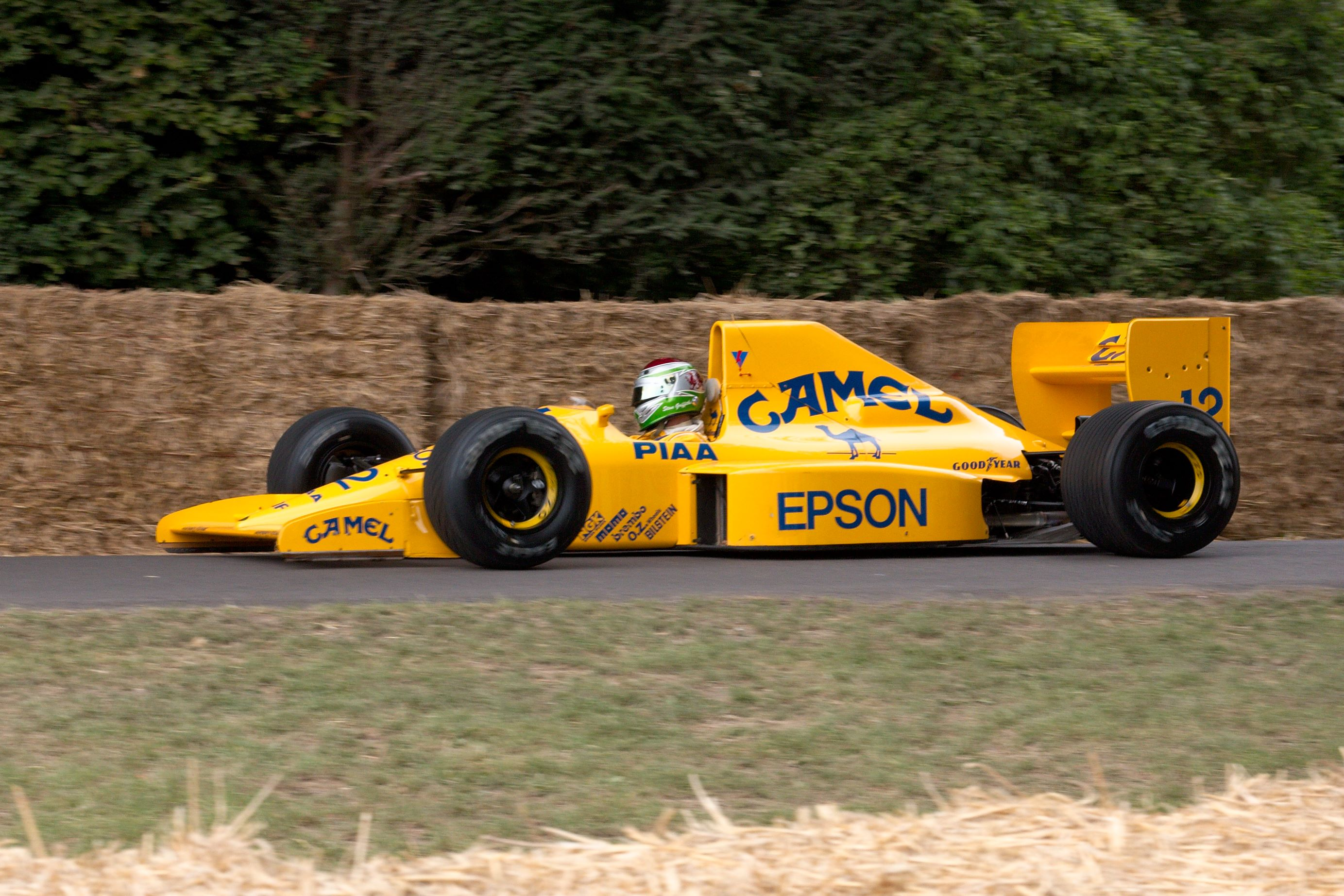
Lotus 101